# 軍服 (大日本帝国海軍)

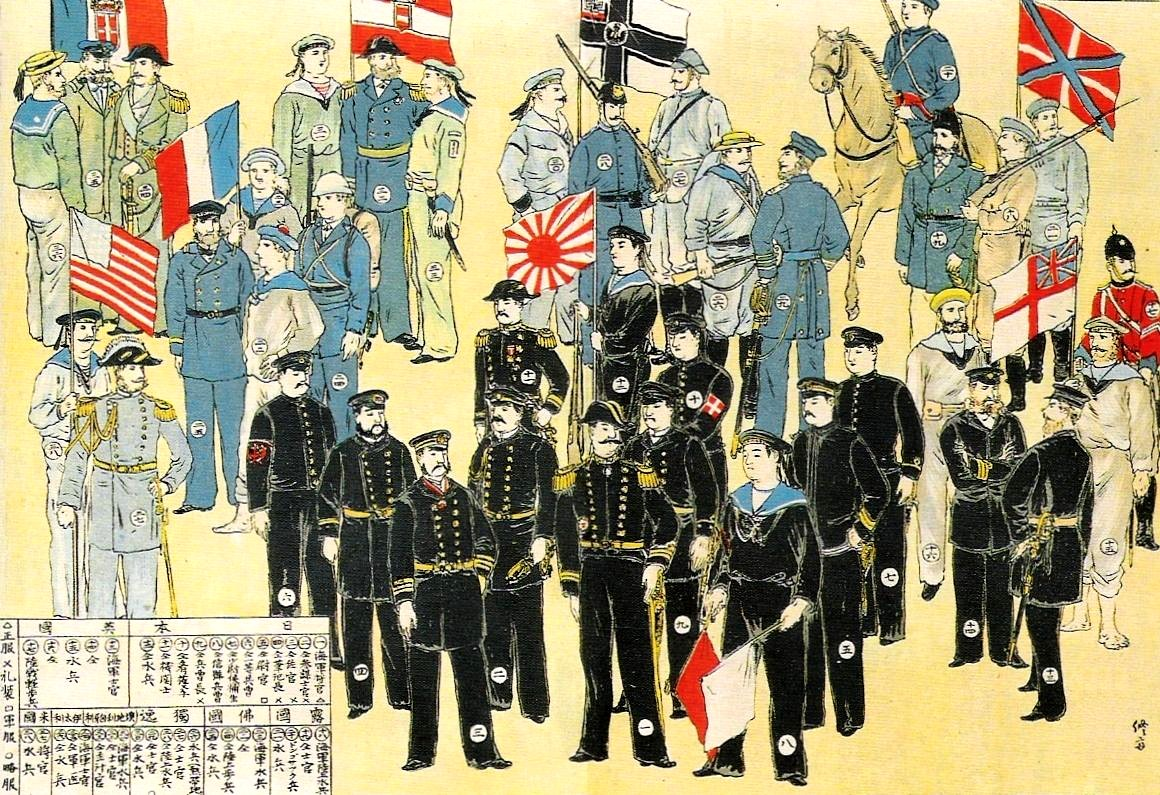
一は将官正服。二は参謀士官礼服。三は佐官礼服。四は筆記長礼服。五は尉官軍服。六は一等兵曹。七は少尉候補生。八は信号兵曹。九は兵曹長礼服。十は看護手。十一は機関士。十二は水兵。（明治33年（1900年））

この記事では明治維新後の建軍から解体（海軍省廃止は1945年（昭和20年））されるまでの旧日本海軍の軍人が着用した制服について解説する。建軍当初は、イギリス海軍の軍服の影響も強かった。軍服一般については軍服を参照。
海軍の制服は、その名称や分類において歴史的に変更が多いため、見出しにおいては最終的に与えられた名称を用いる。
大正3年以前は、「海軍服制」中で「正服」・「礼服」・「軍服」など体系そのものを規定し、かつその中で「上衣・帽・袴」など個々の着用品についても規定し、各種制服を着用する場合等を「海軍服装規則」で規定していた。このような規定の仕方は煩雑なため、新たに「海軍服装令」を定めて、服装の体系は海軍服装令で、個々の着用品の詳細は海軍服制でそれぞれ定めることとなった。

## 海軍服制の沿革

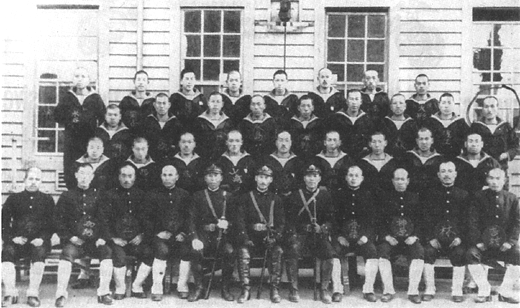
昭和期に撮影された呉鎮守府第三特別陸戦隊の一隊。前列中央3名が士官、その他前列が下士官、2列目以降は兵。陸戦隊のため、第一種軍装に長靴ないし脚絆を着用している。

- 明治3年12月22日[4]（1870年）

明治3年12月22日太政官布告により海軍服制が定められる。常服が制定される。
- 明治4年5月2日[5]（1871年）

夏服が定められる（5月から8月まで白地着用）。
- 明治6年（1873年）

海軍服制更定（明治6年12月15日海軍省甲第234号）。正服が制定される。
- 明治8年（1875年）11月12日

太政官達第168号により、海軍武官服制が改定された。
- 明治16年（1883年）

海軍服制改正（明治16年10月20日太政官第44号達）。下士でも一等兵曹にはダブルの背広型の制服が制定される。
- 明治20年（1887年）

海軍服制（明治20年8月24日勅令第43号）制定。濃紺の士官用常服が採用される。
- 明治29年（1896年）

海軍服制全面改定（明治29年10月7日勅令第324号）。
- 大正3年（1914年）

海軍服制全面改定（大正3年2月27日勅令第23号）。海軍服装令（ 大正3年2月27日勅令第24号）を新たに制定する。
- 昭和12年（1937年）

昭和12年勅令第614号による改正（即日施行）。士官・特務士官・准士官服制に軍刀（太刀型軍刀）を加える。海軍陸戦隊の戦闘教訓及び国粋意識の高揚により太刀型が採用される。
戦闘帽（略帽）が制定される。第一種用は濃紺で、士官は白線2本、下士官は白線1本を付す。第二種用は白色で、濃紺色の線が付される。
- 昭和17年（1942年）

昭和17年11月1日に、下士官帽章の大型改正（昭和17年勅令第699号）。
- 昭和18年（1943年）

昭和18年勅令第910号による、海軍服制、海軍服装令等の改正（即日施行）。褐青色の背広型の略衣、略袴、略帽を制定する。
- 昭和19年（1944年）

「海軍士官服制臨時特例」（昭和19年勅令第393号）が制定される（即日施行）。候補生又は生徒から任用された士官は候補生又は生徒の服制を用いることができることとなった。海軍士官の制服は高価な生地を用いるため、衣料の逼迫による特別な措置。
「臨時海軍第三種軍装令」（昭和19年勅令第509号）が制定される（即日施行）。略服を第三種軍装とする。
昭和19年勅令第510号による改正。略装（第3種軍装）が改正される。
- 昭和20年（1945年）

「海軍特別幹部練習制服及服装令」（昭和20年勅令第234号）が制定される。

## 士官

### 概観
海軍では、明治16年以降の士官の服制の基本的な形は次の通りである。
|                            | 明治16年 | 明治20年 | 明治26年 | 明治37年 | 大正3年    | 昭和初期         | 昭和18年   | 昭和19年   |
| -------------------------- | -------- | -------- | -------- | -------- | ---------- | ---------------- | ---------- | ---------- |
| 立襟燕尾服                 | 大礼服   | 大礼服   | 正服     | 正服     | 正装       | 正装             | 正装       | 正装       |
| 折襟燕尾服                 | 礼服     | 礼服     | （廃止） | （廃止） | （廃止）   | （廃止）         | （廃止）   | （廃止）   |
| 瓢箪形肩章付フロックコート | （なし） | （なし） | 礼服     | 礼服     | 礼装       | 礼装             | 礼装       | 礼装       |
| フロックコート             | 正服     | 正服     | 軍服     | 通常礼服 | 通常礼装   | 通常礼装         | 通常礼装   | 通常礼装   |
| 紺色ジャケット             | 略服     | 常服     | 通常軍服 | 軍服     | 第一種軍装 | 第一種軍装       | 第一種軍装 | 第一種軍装 |
| 白色ジャケット             | 夏服     | 夏服     | 夏服     | 夏服     | 第二種軍装 | 第二種軍装       | 第二種軍装 | 第二種軍装 |
| 青褐色背広服               | （なし） | （なし） | （なし） | （なし） | （なし）   | （陸戦隊用被服） | 略装       | 第三種軍装 |

この内、儀礼用服装である立襟燕尾服・瓢箪形肩章付フロックコート・フロックコートは、形状に大きな変化がなかった。

### 正装

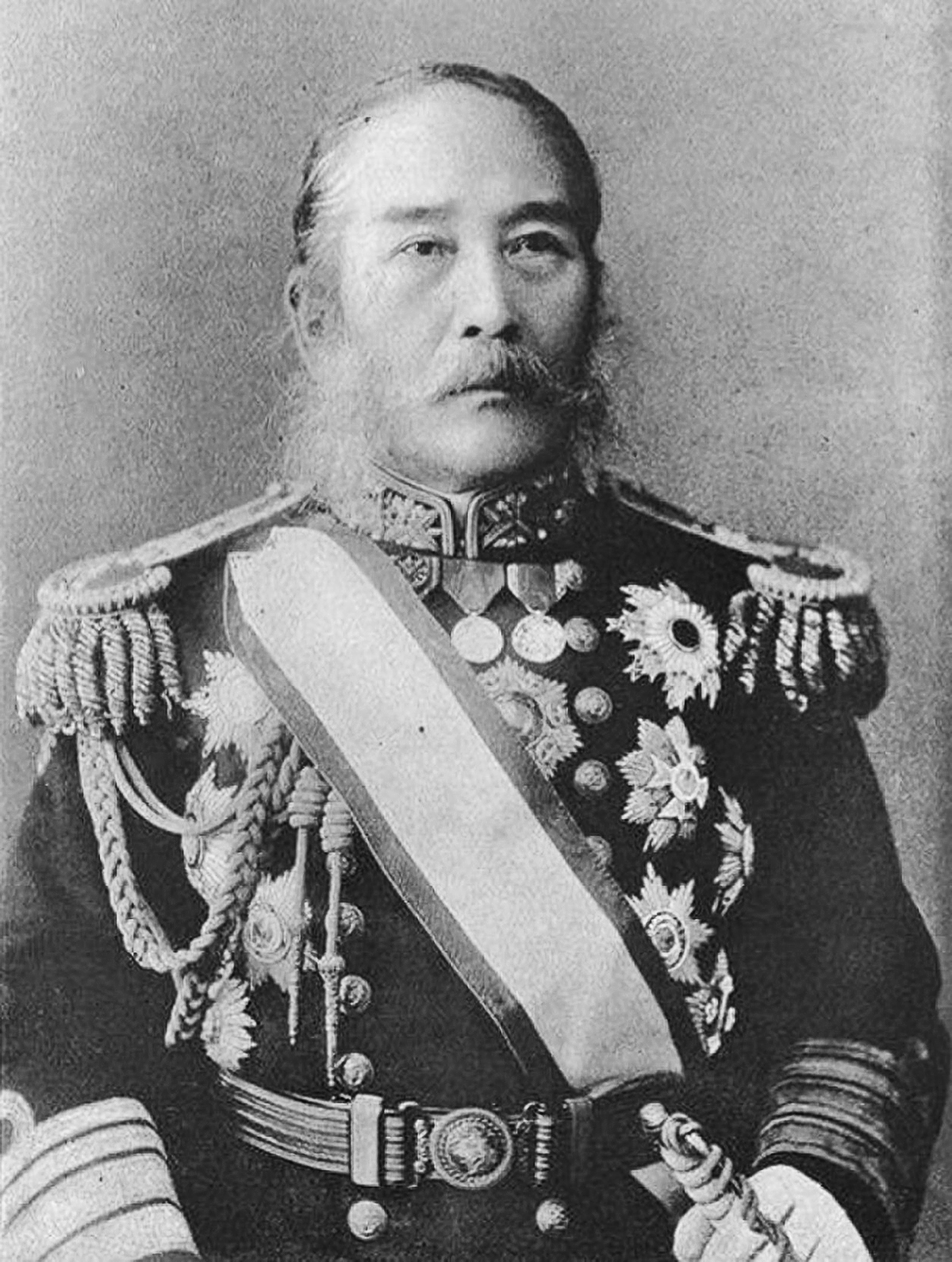
榎本武揚
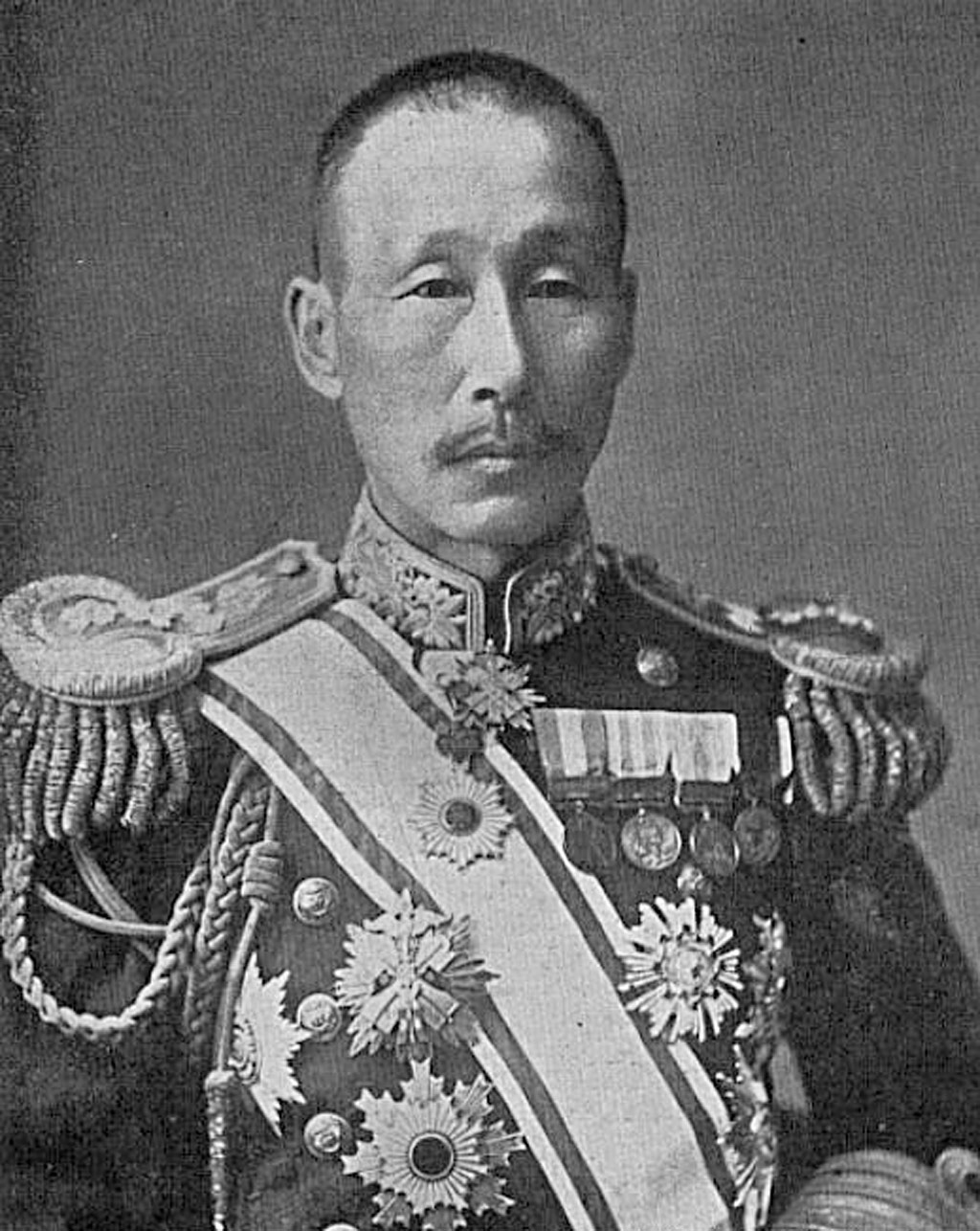
加藤友三郎
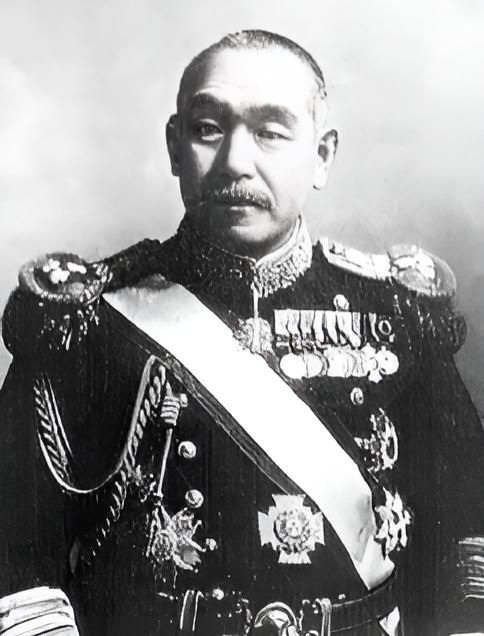
鈴木貫太郎
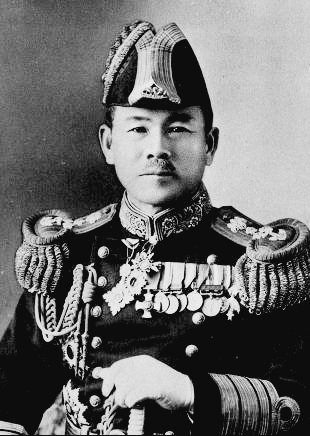
豊田貞次郎
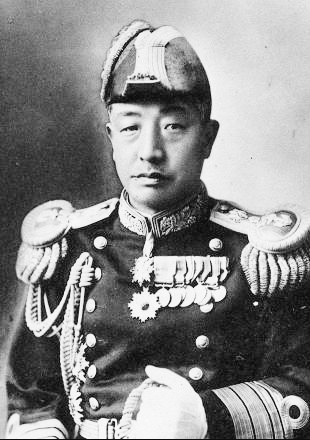
塩沢幸一
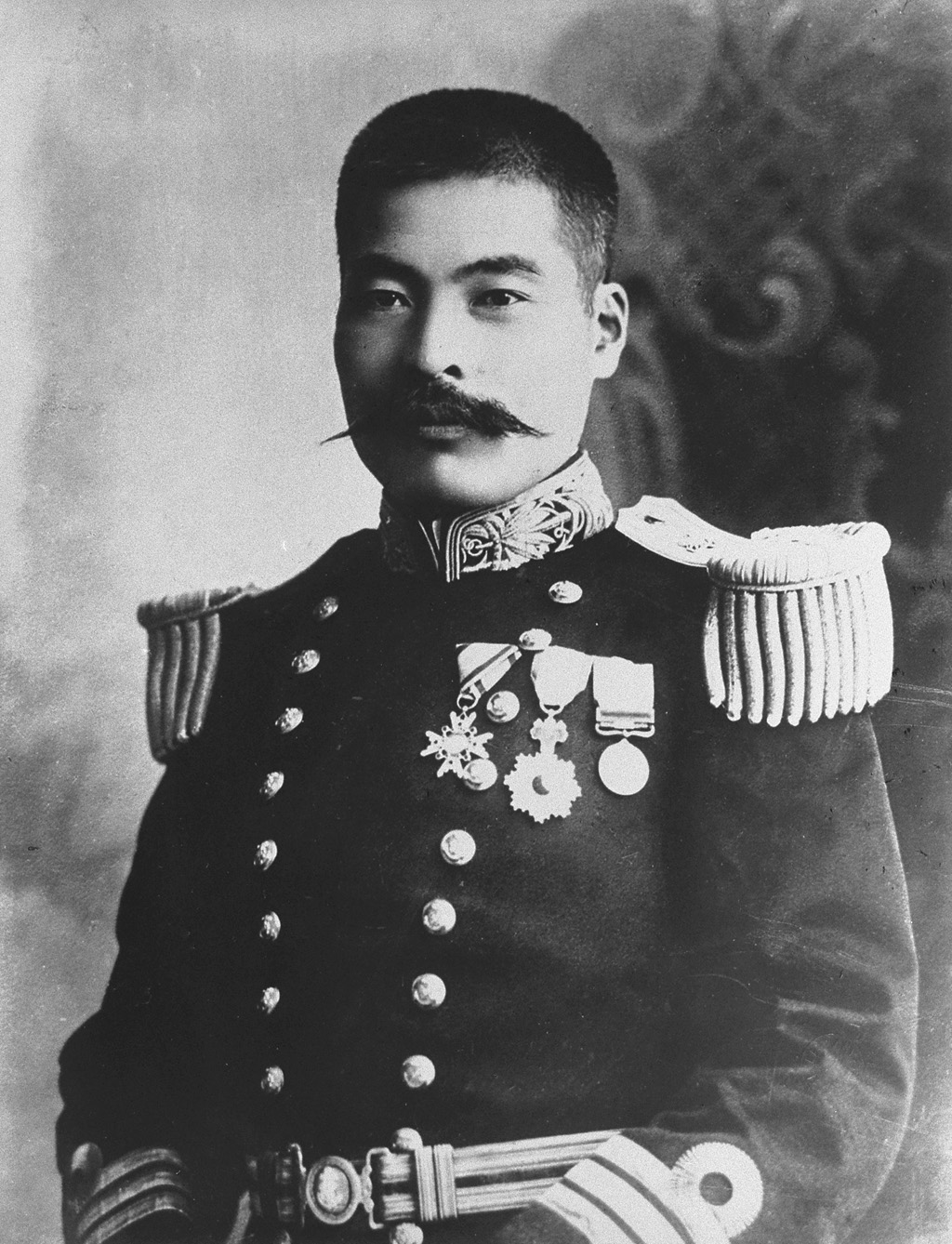
広瀬武夫（少佐）。明治37年以前は中線3条が少佐であった。後に中線3条は中佐となる。
1895年（明治28年）の日清戦争当時の「正服」か。「正帽」を着用している。
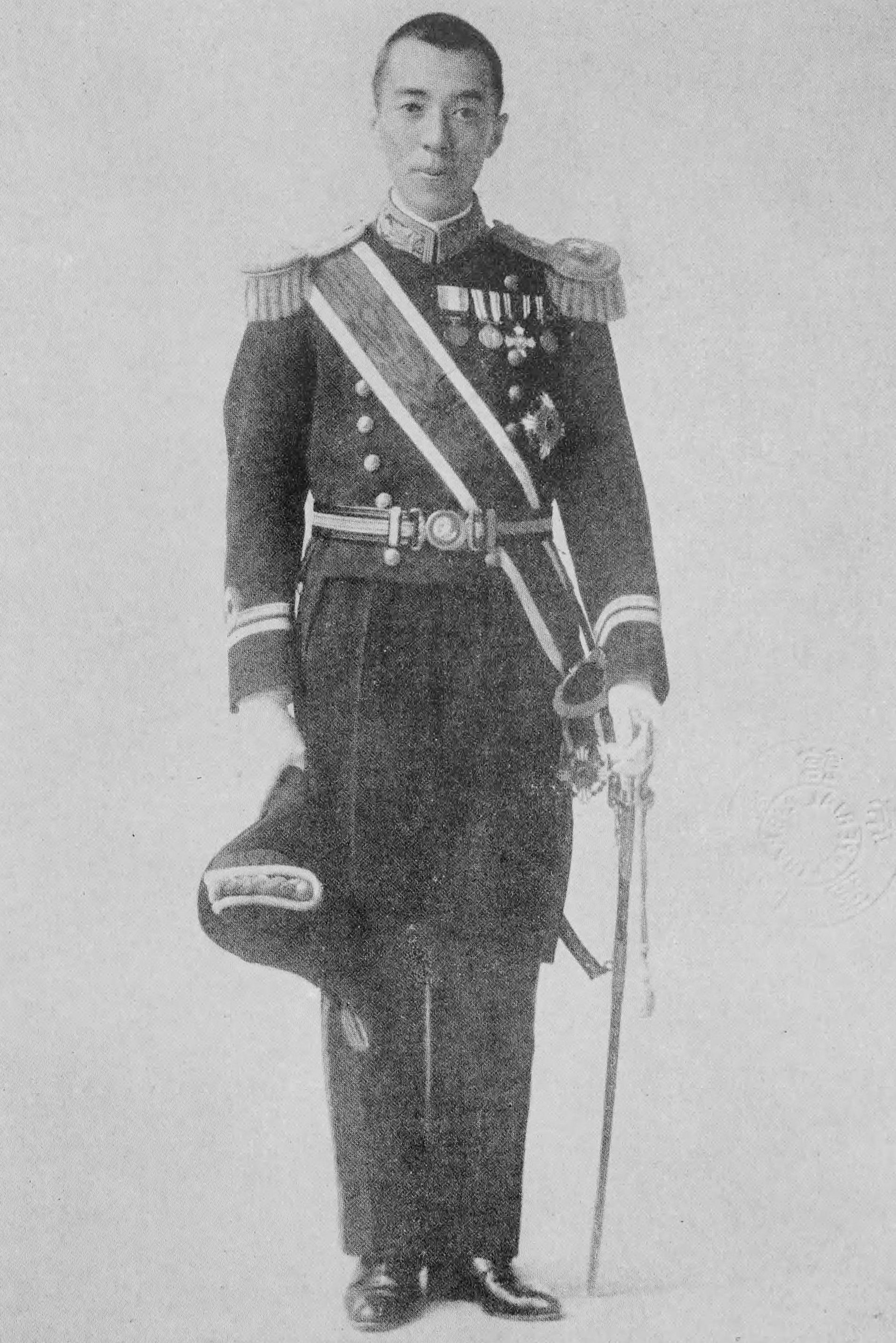
山階宮武彦王。大尉以上から肩章に総がつく。
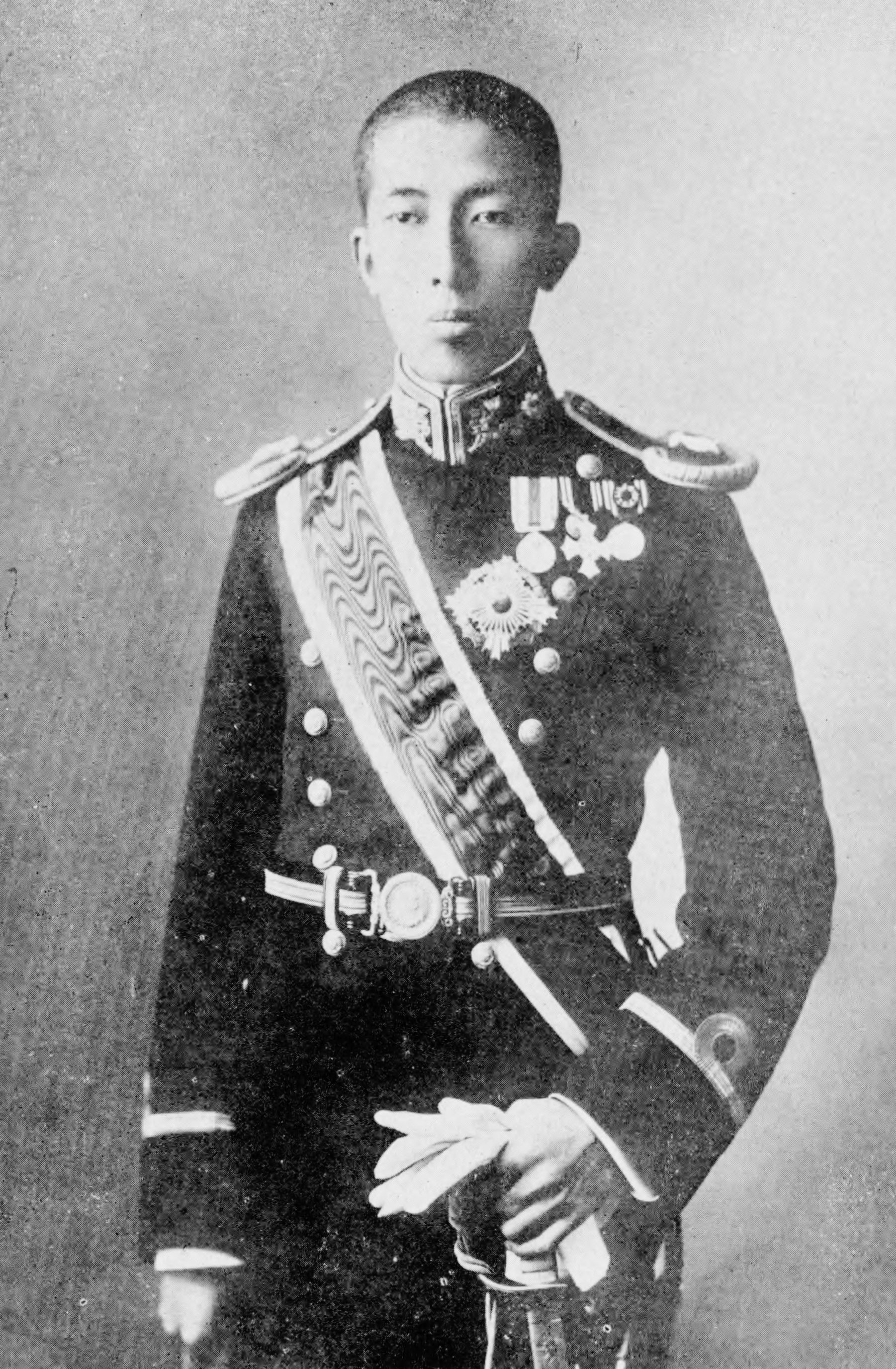
博義王。中尉以下の肩章には総がつかない。この写真は少尉。

立襟燕尾服は海軍士官の最上級の儀礼服装である。大礼服（明治20年以前）、正服（明治26年）、正装（大正3年）と、名称の変遷があった。

#### 着用品
「海軍服装令」では、原則として次の着用品からなる。
1. 正帽
2. 正衣
3. 正肩章
4. 正袴
5. 正剣帯
6. 長剣
7. 黒革製の短靴
8. 白色の麻襦袢・麻襟
9. 白色革製の手袋

#### 正帽
二角帽子（いわゆる仁丹帽）が用いられた。明治6年の海軍武官服制では、大礼帽又は礼帽というが、後に「正帽」と改称された（なお「正帽」とは「軍帽」の旧称でもある）。
明治6年の海軍武官服制では、高さ5寸7分（約17.271cm）で、縁の金は幅1寸（約3.03cm）とされた。

#### 正衣
立襟の燕尾服が大礼服として制定された。名称は明治26年勅令第262号で「正服上衣」と、大正3年勅令第23号で「正衣」と改称した。
1887年（明治20年）当時は前部釦は20個（1行当り10個の2行）あったが、1904年（明治37年）7月1日に16個（1行当り8個の2行）に改正された。

#### 正肩章
この服装には、瓢箪形の肩章が用いられた。明治20年以降は、単に大礼服上衣肩章と呼称されていたが、大正3年勅令第23号で「正肩章」という名称が付される。
明治6年の海軍武官服制では、将官の場合、襟側長方形部分の幅2寸2分（約6.666cm）、全体の長さ4寸4分（約13.332cm）で、総の長さ2寸8分（約8.484cm）とされた。また、その中に配される桐及び桜はそれぞれ径1寸（約3.03cm）とされた。大佐中艦隊指揮、大佐小艦隊指揮、大佐及び中佐は、総のみ少佐以下と同様である外は、将官と同様とされた。明治6年服制では、中尉以上の肩章に金モール（籠目金線）の総が付されていた。後に金モールの総が付されるのは大尉以上に変更された。1887年（明治20年）当時のものでは、将官では釦・桐・二重山形線（M）・桜（桜を三角形型に3つ配置すると大将、縦2つだと中将、中央1個だと少将。）とされた。大佐・少佐の場合、釦・桐・桜（縦2つだと大佐、中央1個だと少佐。）・錨とされた。大尉・少尉は釦・桜・錨（大少尉は総の有無で判別。）とされた。1891年（明治24年）に、大礼服肩章の形状を変更した。
大正3年2月26日勅令第23号では、正肩章の意匠は、上から順に、将官は釦・五七の桐・二重山形線（M）・桜（桜を三角形型に3つ配置すると大将、縦2つだと中将、中央1個だと少将。）とされた。佐官の場合、釦・五三の桐・桜（縦2つだと大佐、中央1個だと中佐、桜がないと少佐。）・錨とされた。大尉・中尉は釦・桜・錨（大中尉は総の有無で判別可能。）。少尉は釦・錨とされた。相当官は又別箇に定められた。1927年（昭和2年）12月19日に、正肩章の山形が廃止された。

#### 袖章

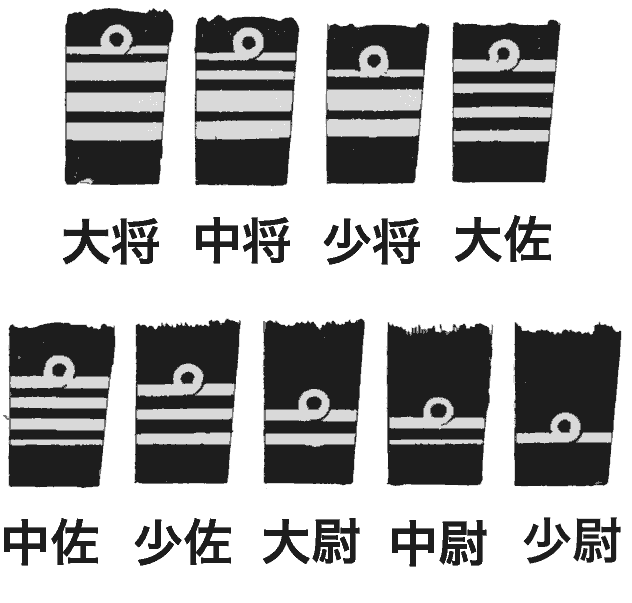
明治16年頃-明治37年の将校の袖章。

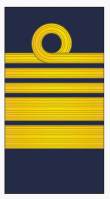
1904年（明治37年）以降の大将の袖章。

儀礼用服装では金色、通常勤務服では生地と同系統の色の線が袖章として用いられた。
明治3年11月（1870年）制定当時の常服には、海軍大佐以下海軍少尉以上には袖角が付いていた。
袖口より袖章の線端までの寸法は、当初は定めがなかったが、明治37年7月1日に約2寸（約6.1cm）という寸法が共通で制定された。
当初の海軍服制では、大将は太線3条中線1条、中将は太線2条中線2条、少将は太線2条中線1条、大佐は中線4条、中佐は中線3条細線1条、少佐は中線3条、大尉は中線2条、中尉は中線1条細線1条、少尉は細線1条とされた。
1904年（明治37年）7月1日に、大将の袖章の規格が変更された。それまでの太線3条中線1条を改め、太線を2条に減らす代わりに中線を3条とされた。
1908年（明治41年）4月1日施行の改正により、中佐・少佐の袖章について、中佐を中線3条、少佐を中線2条細線1条とされた。
大佐（中線4条）・大尉（中線2条）・中尉（中線1条細線1条）・少尉（中線1条）は、海軍服制の歴史上で変更はない。

#### 正剣帯
剣帯は上衣の上に帯びる。剣帯章（バックルの文様）について、明治20年勅令第43号では、将官五七の桐、佐官は錨の上に五三の桐、尉官は錨の上に桜、機関官は相当官の錨がないものとされた。大正3年2月26日勅令第23号では、将校は錨の上に桜、将校相当官は桜のみにまとめられた。

#### 長剣
長剣は、サーベル型の剣である。当初は長さは2尺3寸（約69.69cm）とされたが、明治37年7月1日に約2尺3寸（約69.69cm）と幅を持つように改正された。明治41年4月1日には、更に長さの幅を広くして、長さ2尺3寸（約69.69cm）ないし2尺8寸（約84.84cm）と改正された。

#### 胴衣
「海軍服装令」（大正3年勅令第24号）制定前は、大礼服（明治20年-明治26年）・正服（明治26年-大正3年）には、胴衣（ウェストコート）を着用することとなっていたが、「海軍服装令」（大正3年勅令第24号）により、礼衣以外の胴衣の着用は廃止された。礼衣を除いては胴衣の着用の有無は外見上全く区別が付かないためである。

#### 短靴
長靴や編上靴は海に飛び込んで泳ぐ際に妨げとなり、また乗馬の習慣や陸上戦闘の可能性が低いことから、海軍士官は全ての服装において原則として短靴を用いた（初期に存在した海兵隊を除く。）。短靴は黒革製の革靴であった。

### 礼装

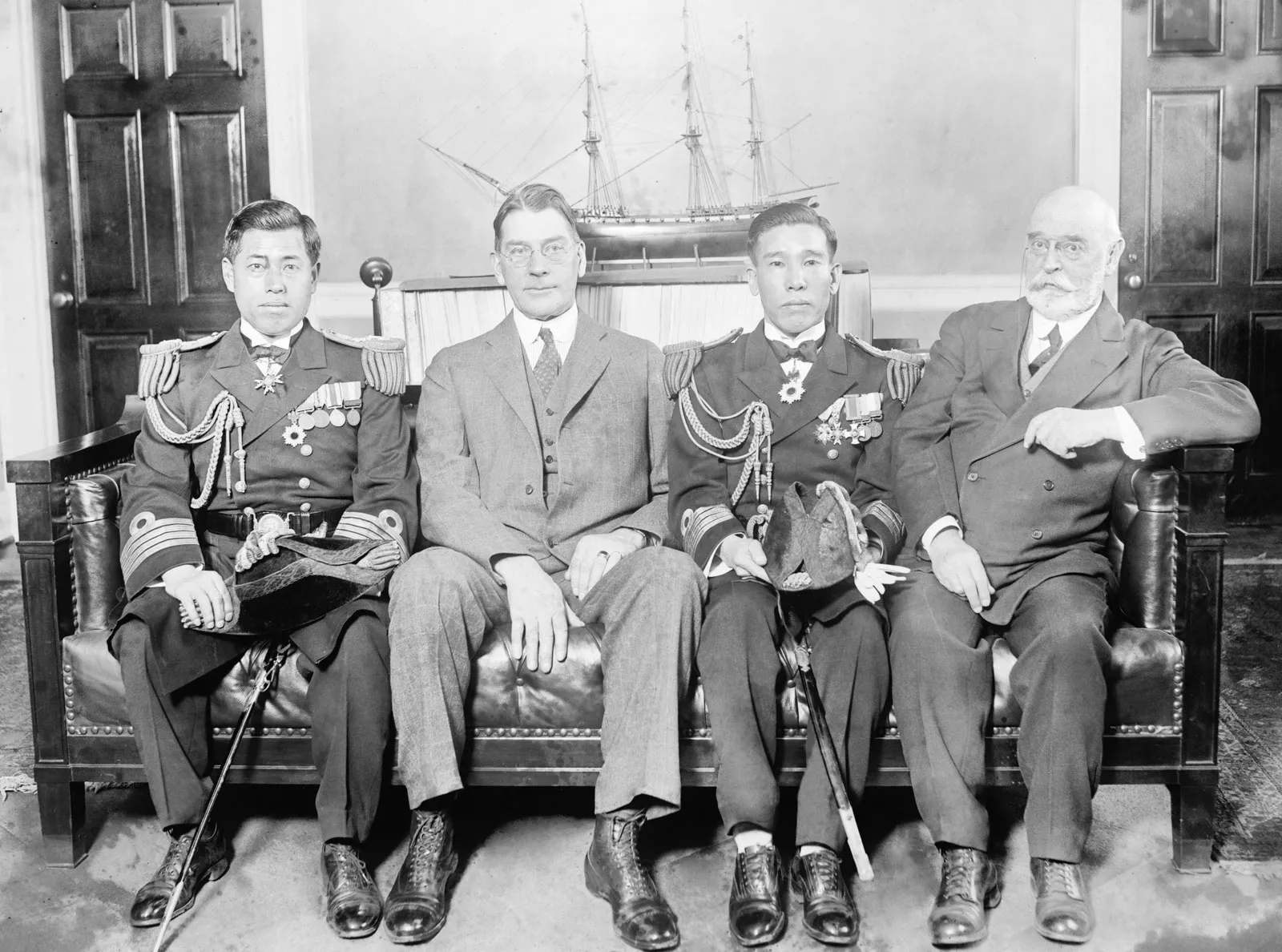
左が礼装の海軍大佐（山本五十六）。左から3番目の人物とともに、正帽と長剣を携えている。1925年-1928年頃。

海軍士官の、上級儀礼服装である。正装を基本としつつ、上衣がフロックコートとなる。

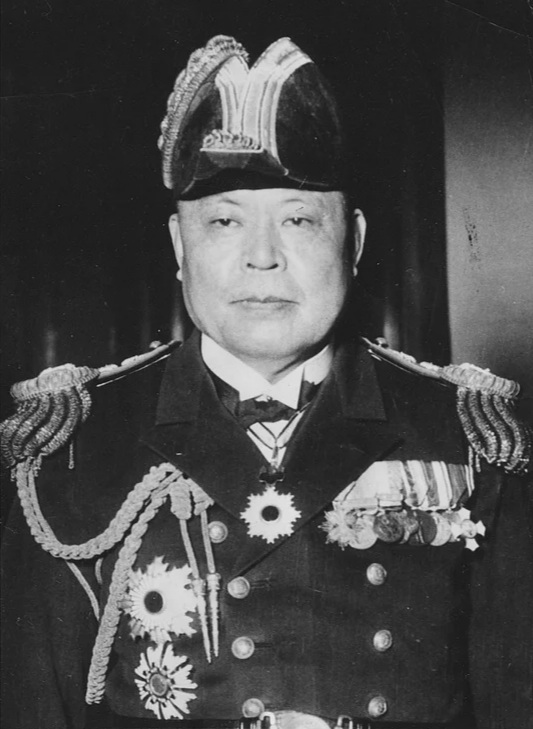
礼衣に正帽と正肩章、蝶ネクタイを着用（大角岑生）

#### 着用品
「海軍服装令」（大正3年勅令第24号）では、原則として次の着用品からなる。
1. 正帽
2. 礼衣
3. 正肩章
4. 礼袴
5. 剣帯（上衣の上に帯びる）
6. 長剣
7. 黒革製の短靴
8. 白色の麻襦袢・麻襟
9. 白色革製の手袋
10. 胴衣
11. 黒色蝶結状の襟紐（蝶ネクタイ）

#### 礼衣
明治16年に折襟の燕尾服が礼服として制定されたが、明治26年に廃止となり、代わって瓢箪形肩章付フロックコートが「礼服上衣」として制定された。明治26年12月27日に、礼服上衣製式を「フロックコート製胸二重」とされた。
明治26年当時は前部釦は14個（1行当り7個の2行）あったが、明治37年7月1日に12個（1行当り6個の2行）に改正された。
礼衣を用いるときには、黒色蝶結状の襟紐（蝶ネクタイ）を用いた。

### 通常礼装

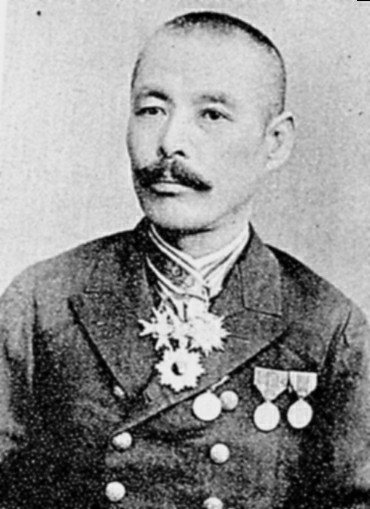
通常礼装に相当する服装（坪井航三）
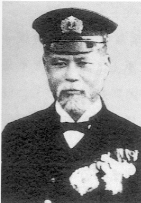
通常礼装に相当する服装（山本権兵衛）
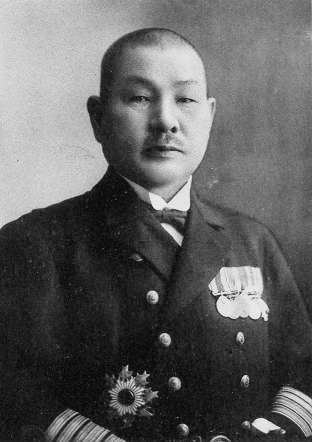
袖章が太線2条に中線2条なので中将と思われ、1935年（昭和10年）11月15日から1941年（昭和16年）9月までの時期のものと考えられる。豊田副武。
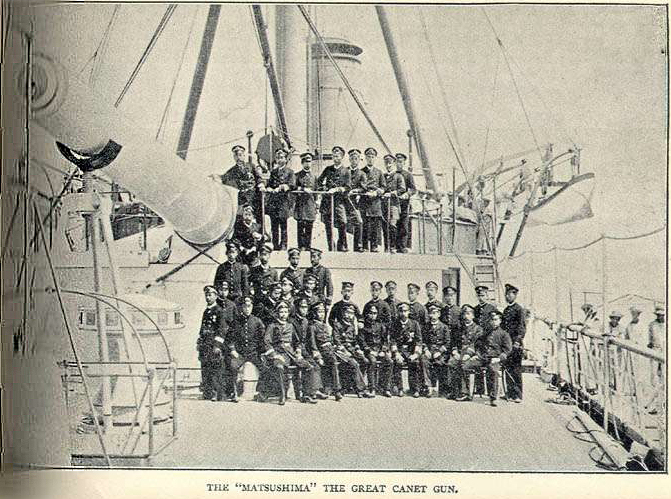
1895年（明治28年）の日清戦争当時の「軍服」等。
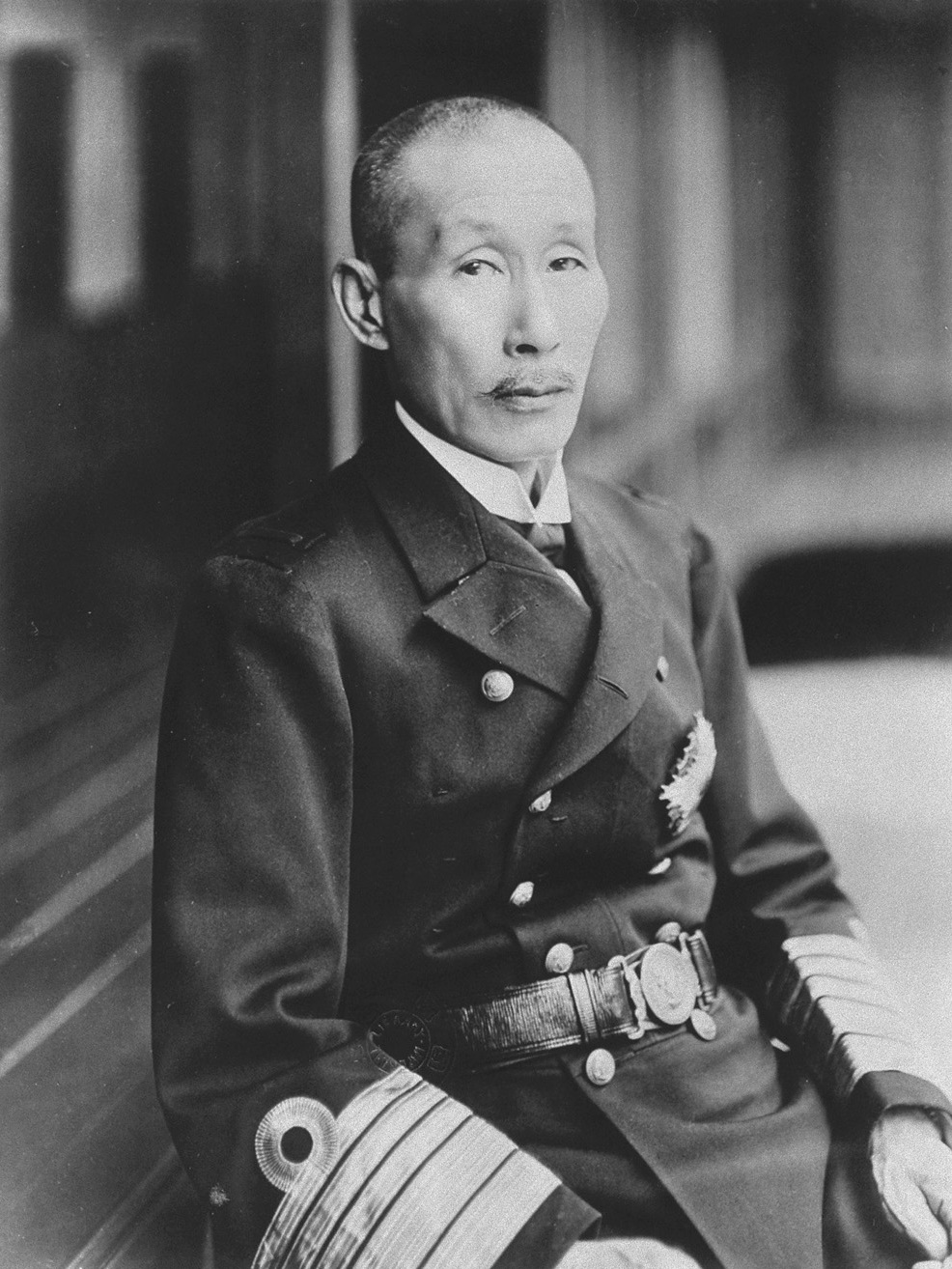
下襟部にボタン穴が見える。また、通常礼装の礼衣は、礼装のそれと同じものを着用するが、肩章を着用しないため肩部に肩章留が見える。加藤友三郎。

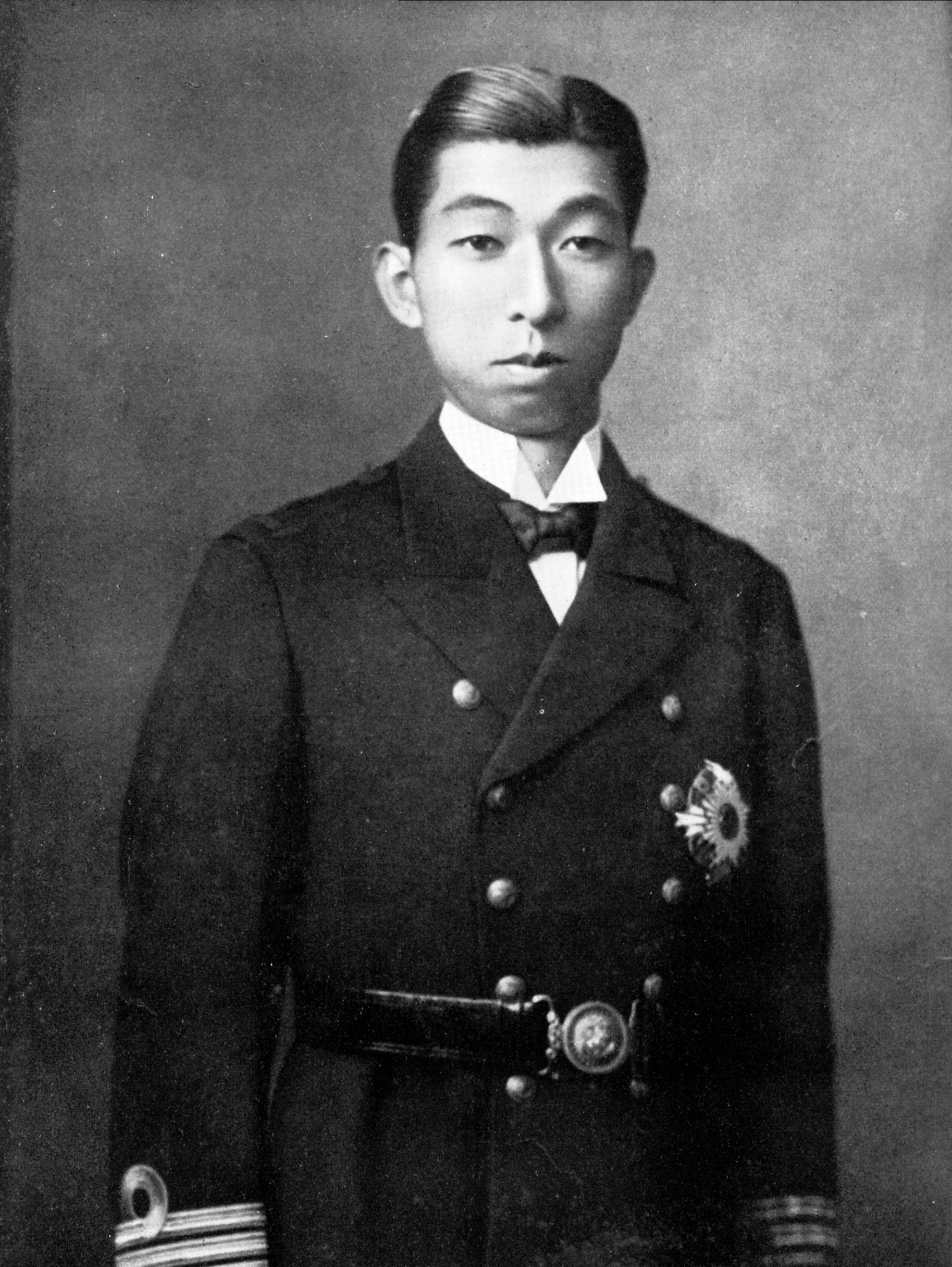
高松宮宣仁親王

海軍士官の、通常の儀礼服装である。明治20年（1887年）で、フロックコートを「正服」として制定する。明治26年勅令第262号で「軍服」と、明治37年勅令第185号で「通常礼服」と改称する。この服装に際しては、軍帽が用いられた。

#### 着用品
「海軍服装令」（大正3年勅令第24号）では、原則として次の着用品からなる。
1. 軍帽
2. 礼衣
3. 礼袴
4. 剣帯（上衣の上に帯びる）
5. 短剣
6. 黒革製の短靴
7. 白色の麻襦袢・麻襟
8. 白色革製の手袋
9. 胴衣
10. 黒色蝶結状の襟紐（蝶ネクタイ）

#### 軍帽

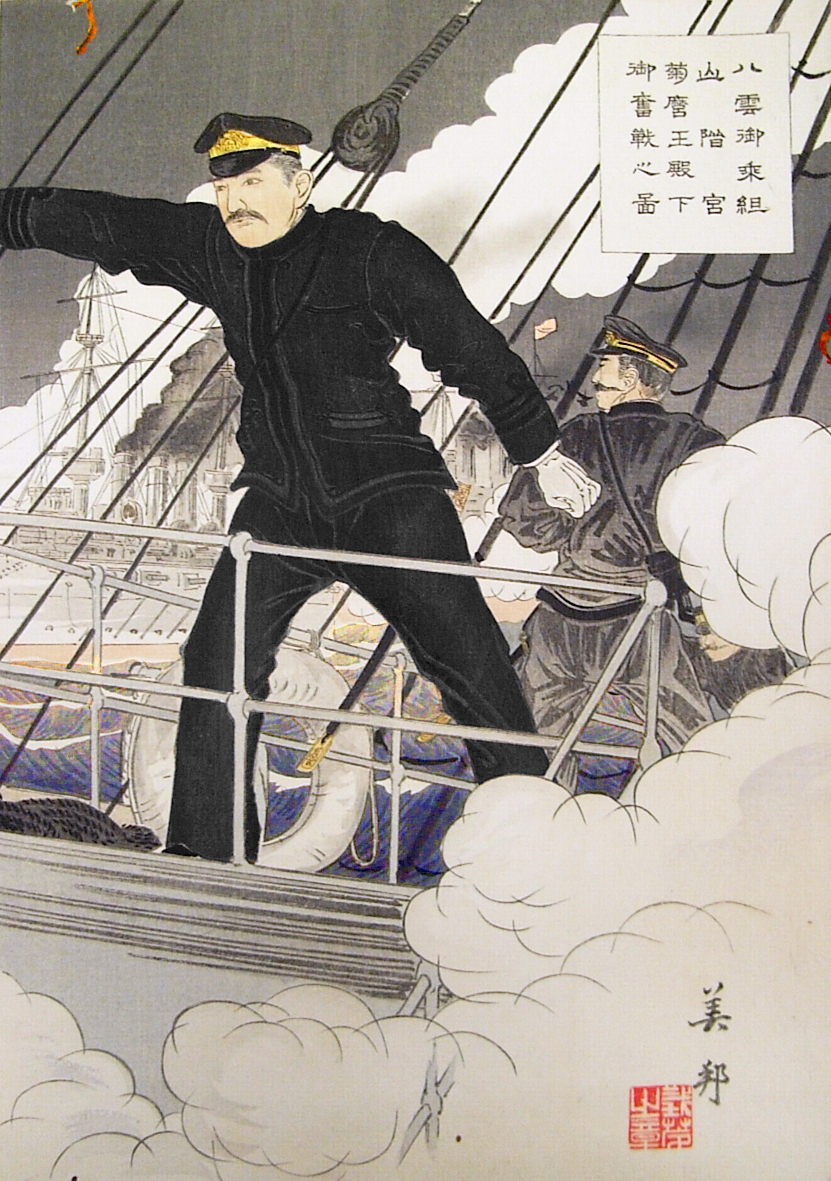
金線周章が付されていた時代の軍帽。

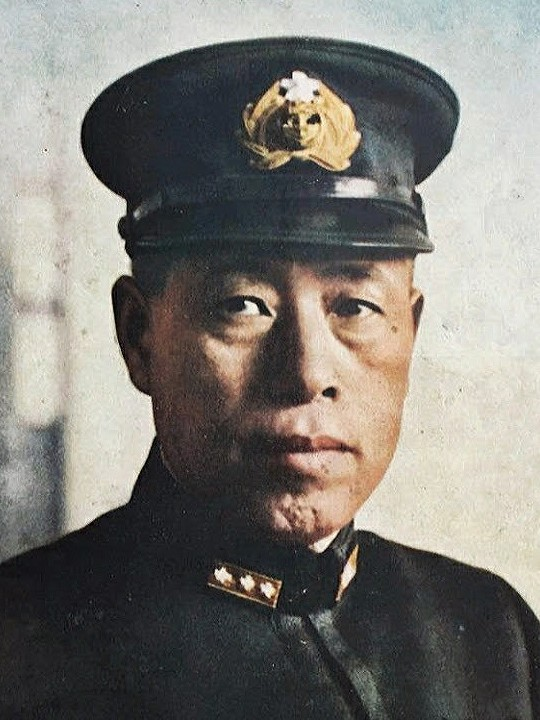
昭和期の軍帽。山本五十六

##### 軍帽概略
明治8年6月3日、艦内において上士官に限り、夏季の帽に覆巾を用いさせることとなった。明治20年勅令第43号当時では、「正帽」と呼称された。後に「軍帽」と改称される（代わって旧「大礼帽」が「正帽」と改名される）。明治20年勅令第43号当時では、准士官以上（将校・准将校・准士官は同一の「正帽」後の「軍帽」）を着用した。
明治20年勅令第43号以降の軍帽はほぼ同形状。地質は紺羅紗。製式は丸形柔製。前庇は黒塗革。頤紐（あごひも）は黒塗薄革で、紐釦（耳ボタンのこと）は金色金属。
大正3年勅令第23号では、寸法の詳細が定められており、天井の前後の直径は約7寸5分、前部から頤紐釦まで4寸とされた。
大正4年11月5日に、天井周辺の下部において左右の両側に黒色鳩目打丸小孔各2個が加えられた。

##### 軍帽前章
正帽章（帽徽章とも。後の軍帽前章に相当。）は、高さ1寸6分幅2寸。
軍帽前章の製式については、大正3年勅令第23号で、より詳しく記述されることとなった。高さは1寸6分のままであるが、幅は2寸2分とされた。台地は軍帽地質に同じで、錨身は打出金色金属、錨及び横杆は金繍、錨座は黒天鷲絨、錨座円廊（内径7寸）は金線、桜葉及び帯は金繍、桜花（径6分）（予備将校は1943年までコンパス）は打出銀色金属、桜蕾は銀繍とされた。現在の海上自衛隊の幹部自衛官の正帽帽章と、錨座円廊（金色輪金）の輪の形状等が若干異なるが、配色はほぼ同じである。

##### 軍帽周章

###### 金線周章時代
明治37年に廃止となるまでの、当初の士官軍帽には、鉢巻部分に金線の周章が付されていた。将官は太線1本、佐官は細線2本、尉官は細線1本である。明治29年に改正が行われて、佐尉官は若干太くなると共に、佐尉官の細線の太さが共通化された。
- 明治20年-明治29年（明治20年勅令第43号）
  - 将官：幅1寸（約3.0cm）の金線1条
  - 佐官：線間2分（約0.6cm）で幅4分（約1.2cm）の金線2条
  - 尉官：幅4分5厘（約1.4cm）の金線1条

- 明治29年-明治37年[16]
  - 将官：幅1寸（約3.0cm）の金線1条
  - 佐官：線間2分（約0.6cm）で幅5分（約1.5cm）の金線2条
  - 尉官：幅5分（約1.5cm）の金線1条

###### 黒毛周章時代
明治37年に金線周章が廃止され、代わりに軍帽周囲に幅1寸3分（約3.9cm）の黒毛縁の周章をまとうこととなった。この周章は、大正3年勅令第23号では市松織黒毛線とされた。

###### 識別線
兵科以外の士官の軍帽周章として黒毛線の上下に付されていた幅5厘の識別線は、昭和17年4月1日に廃止された。

#### 短剣

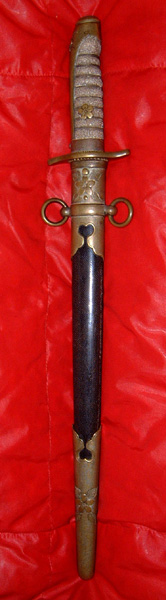
士官候補生・少尉試補・兵曹長用短剣

士官は通常礼装・軍装に際して短剣を佩いた。時代によって細部には変更があったが、制定時の形状がほぼ保たれて用いられた。
明治16年（1883年）に、士官用の短剣が制定された。短剣は戦闘目的ではなく士官としての威儀を整えるためのもので、帆船時代の作業用短剣を起源とした。（当時は有爵者大礼服・文官大礼服等においても佩刀の定めがあった）。
明治20年勅令第43号では、柄は、白鮫で長さは3寸5分（約10.6cm）。鞘は、黒革で長さは1尺（約30.3cm）とされた。

### 第一種軍装

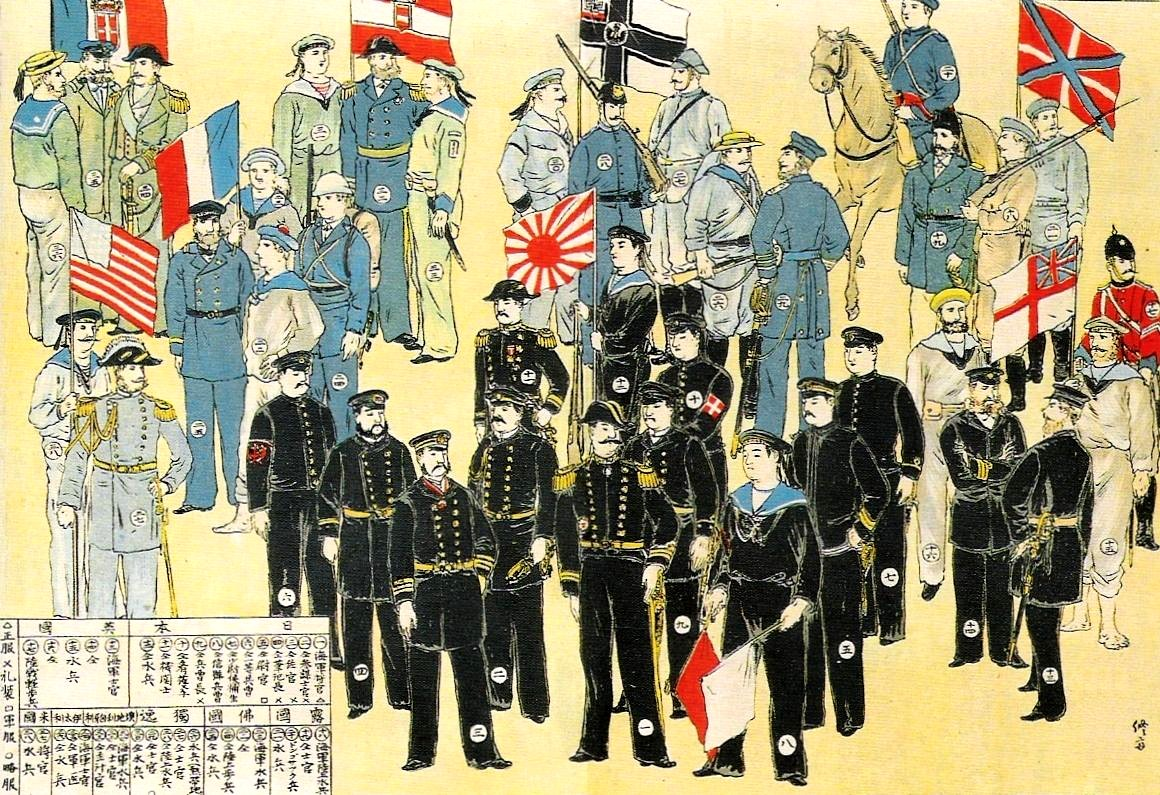
海軍軍人の制服（明治33年（1900年））
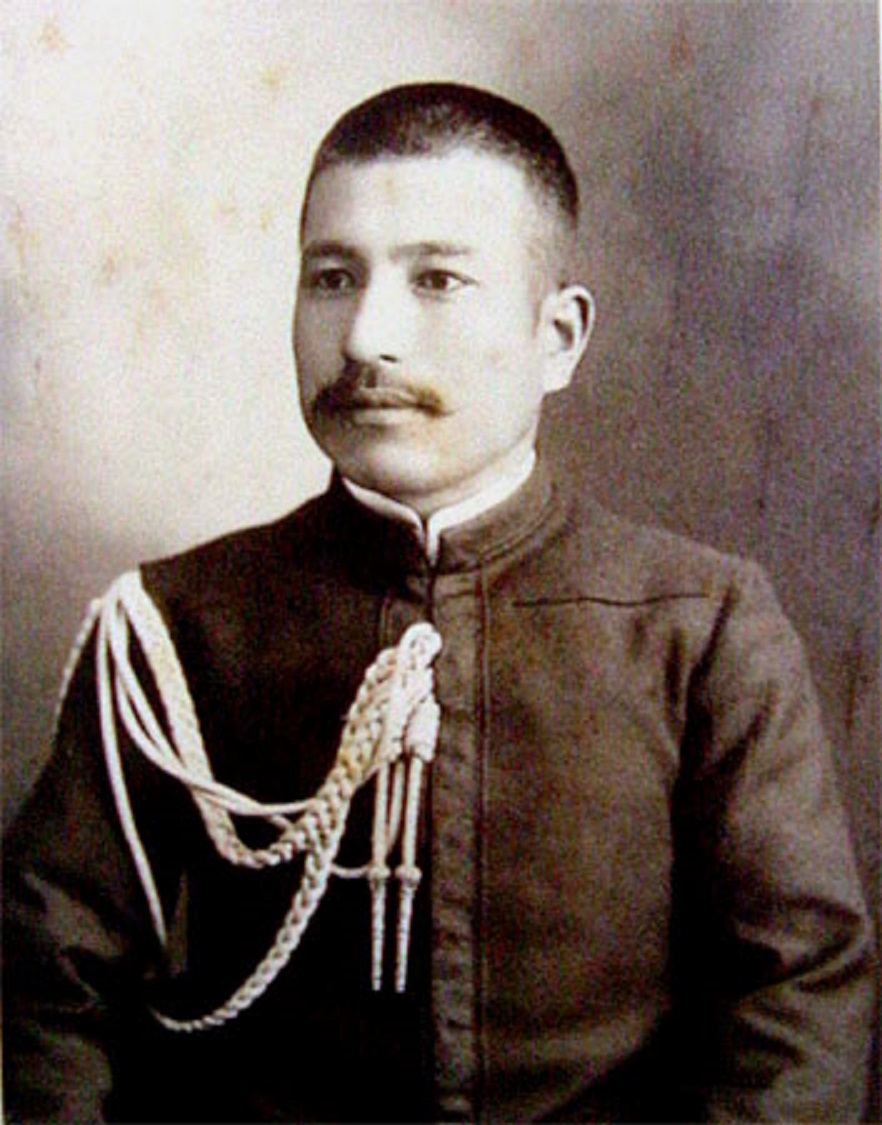
襟に階級章がなかった時代。襟にもホックがない。（秋山真之）
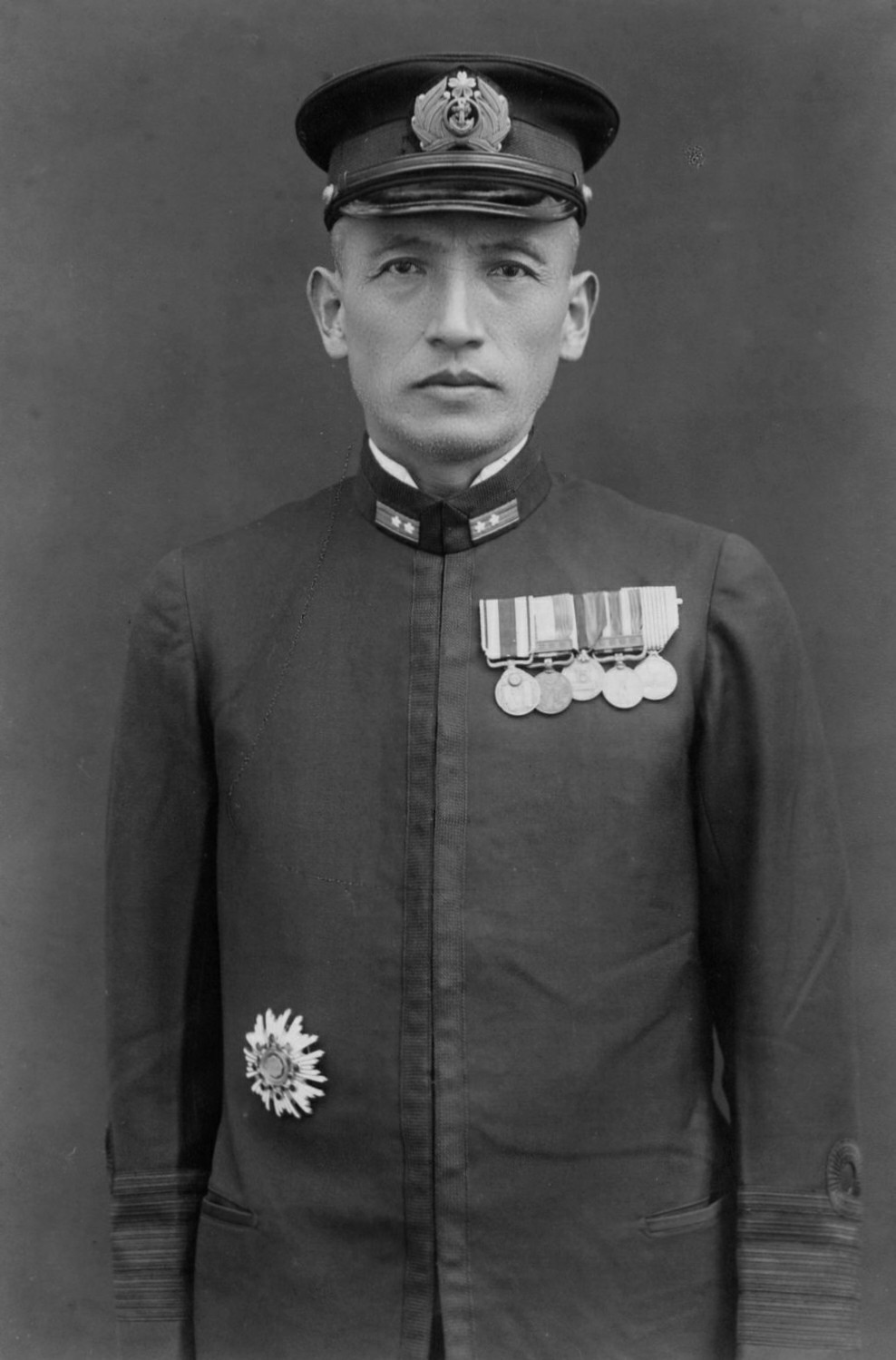
中将（石井常次郎）
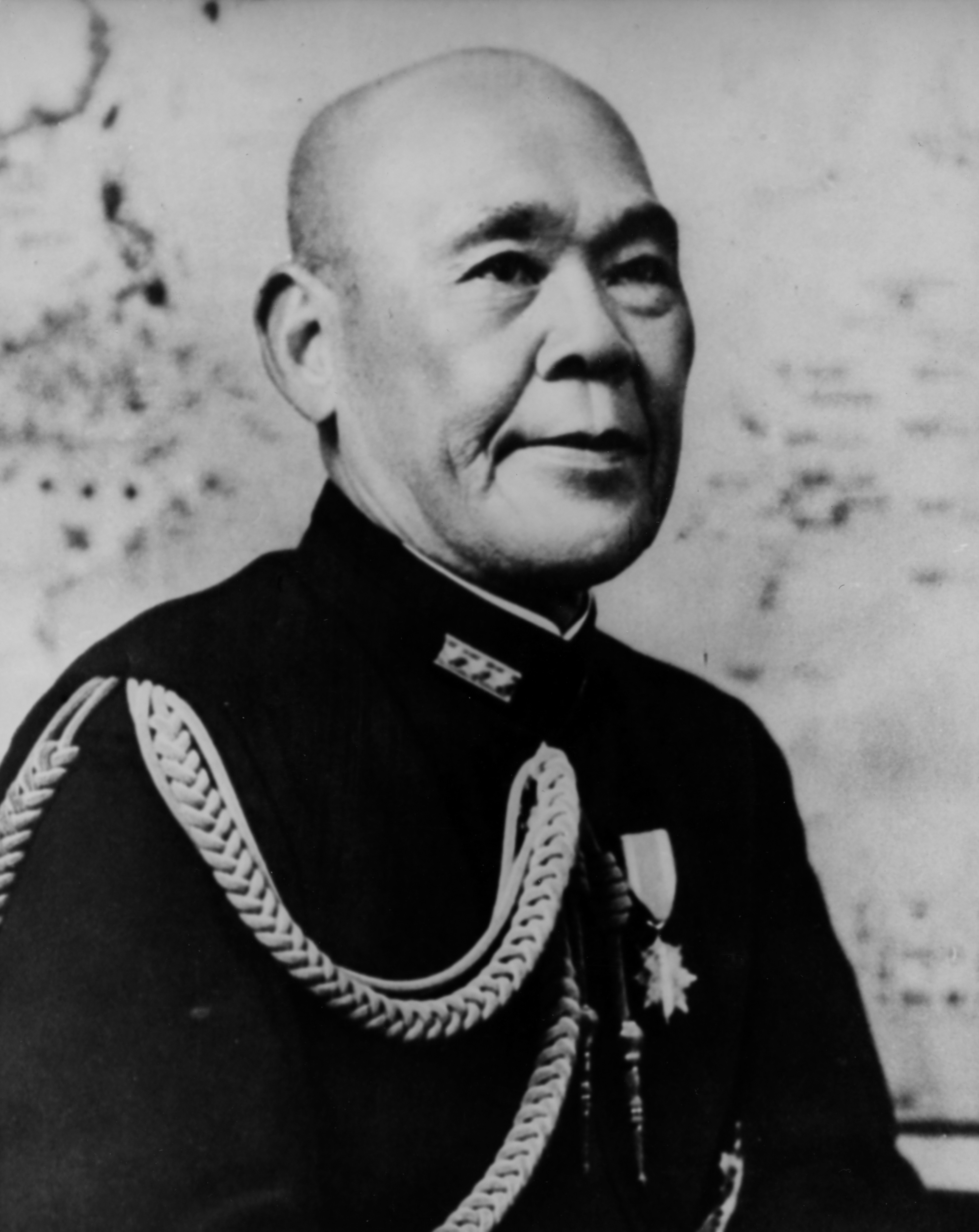
（永野修身、1934年-1945年）
艦内帽の帽章の意匠
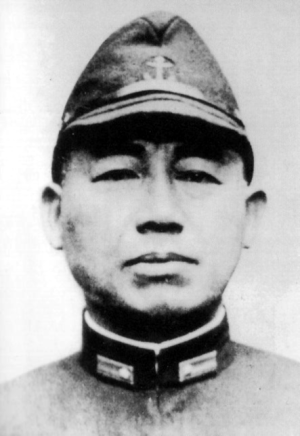
大西瀧治郎
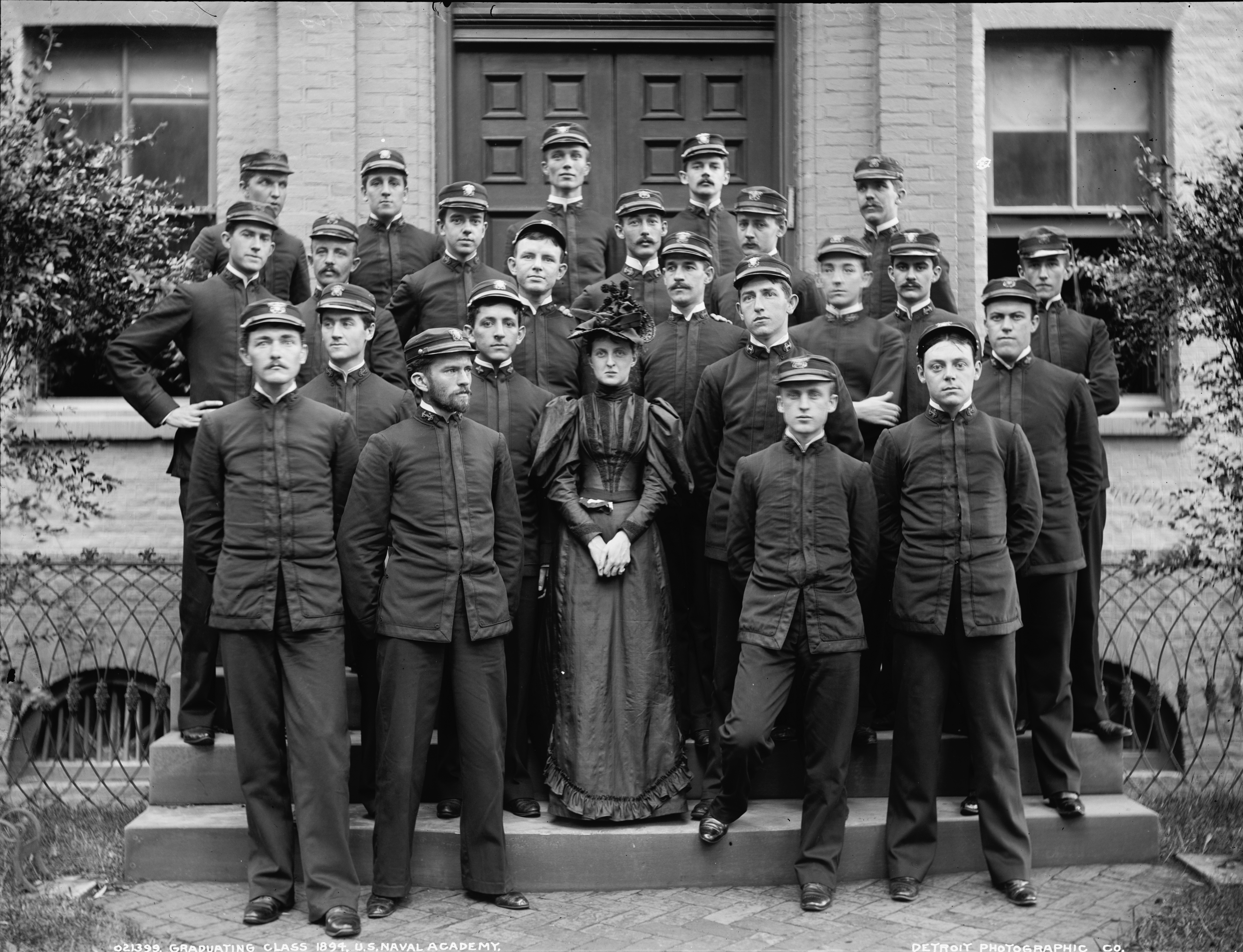
米国海軍の軍服（1894年当時）。紺色の詰襟ホック留の長ジャケット型軍服。

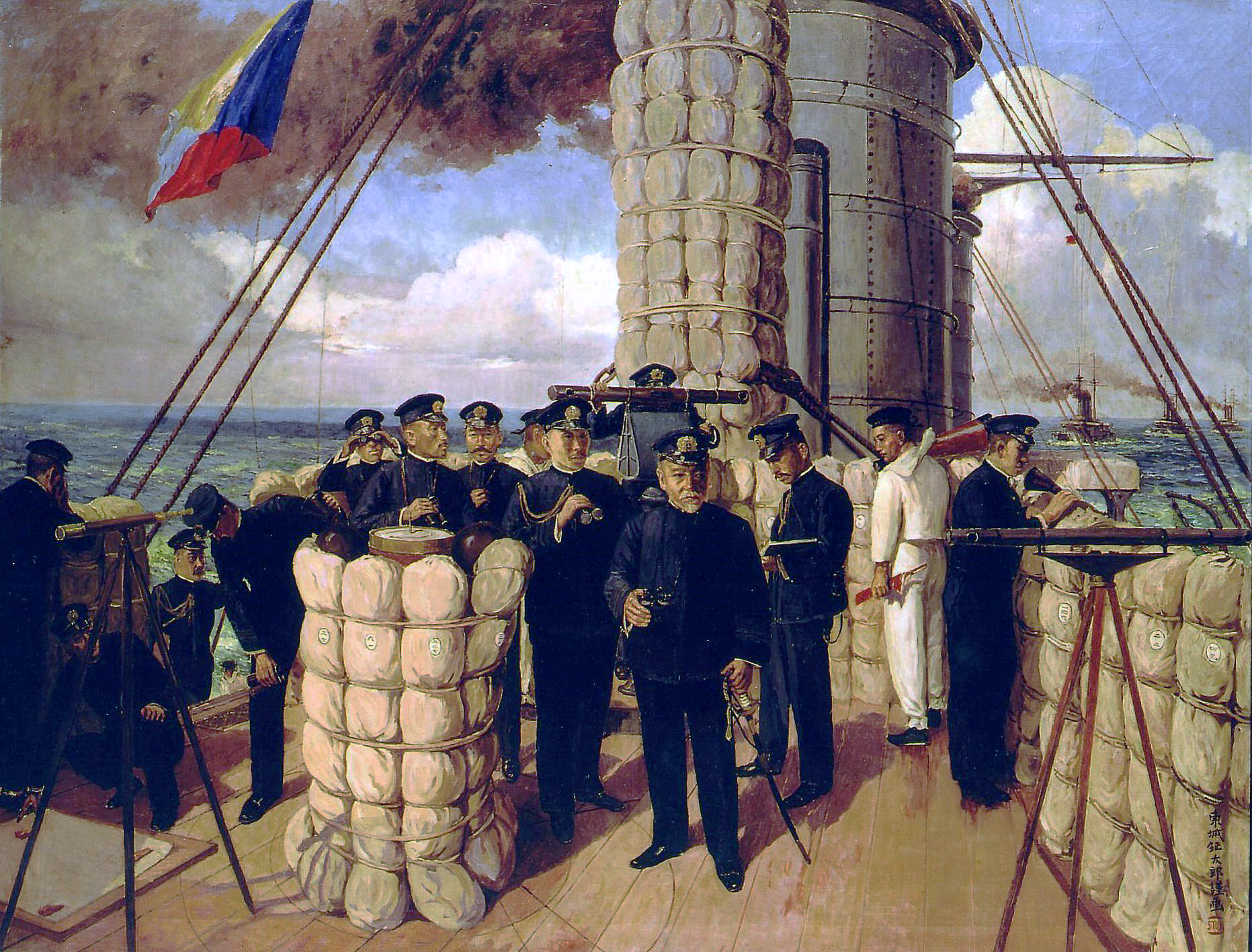
「軍服」（後の第一種軍装に相当）の将校ら。中央の司令長官のみ長剣を佩いているが、その他の士官は短剣又は無帯剣と考えられる。明治38年（1905年）5月27日。

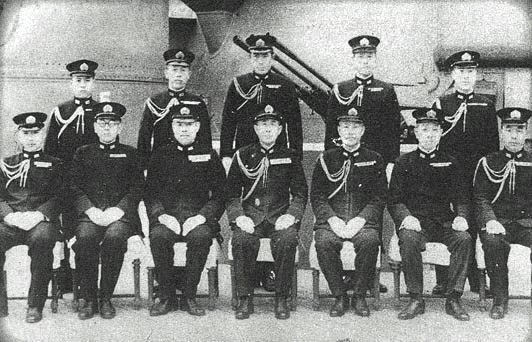
昭和20年（1945年）4月5日。

冬用の通常勤務服は、1893年（明治26年）に常服（明治20年勅令第43号）、1893年（明治26年）に通常軍服（明治26年勅令第262号）、軍服（明治37年勅令第185号）、1914年（大正3年）2月26日に第一種軍装（大正3年勅令第24号）と改称される。

#### 着用品
「海軍服装令」（大正3年勅令第24号）では、原則として次の着用品からなる。
1. 軍帽
2. 軍衣
3. 軍袴
4. 剣帯（上衣の下に帯びる）
5. 短剣
6. 黒革製の短靴
7. 白色の麻襦袢・麻襟
8. 白色革製の手袋

ただし、士官の短剣は、当直勤務、操練、儀式、艦外に出るとき等に帯び、艦内にあって平常の場合には帯びなかった。

#### 軍衣
紺色長ジャケットは日本海軍で最も長い年月にわたり着用された通常の勤務冬服で、士官用の前合わせはホック留めであった。明治20年勅令第43号では折襟であったが、明治23年勅令第70号によって、「竪襟」（立襟のこと）に改められる。縁は七子織黒毛線。
明治20年当時から勅令中の図にはポケットが左右下部に存在していたが、勅令表中には規定がなかった。そこで、1893年（明治26年）の勅令で、表中にも規定を加えられた。
大正3年勅令第23号では、襟高1寸4分（約4.2cm）、縁飾り6分（約1.8cm）、ポケット幅5寸（約15.2cm）、ベントは5寸5分（約16.7cm）とされた。
当初は袖章のみで階級を識別していたが、袖章が黒色なので見づらいため、大正8年10月15日に襟章が付された（大正8年勅令第433号）。
このタイプは、学生服としても流布して、当時は学習院の制服にも類似のものが採用される。

兵科将校（現役・予備役）および特務士官、予備士官（昭和17年の大改正後）の階級章（襟章）であるが将官、佐官のデザインが正しくない。
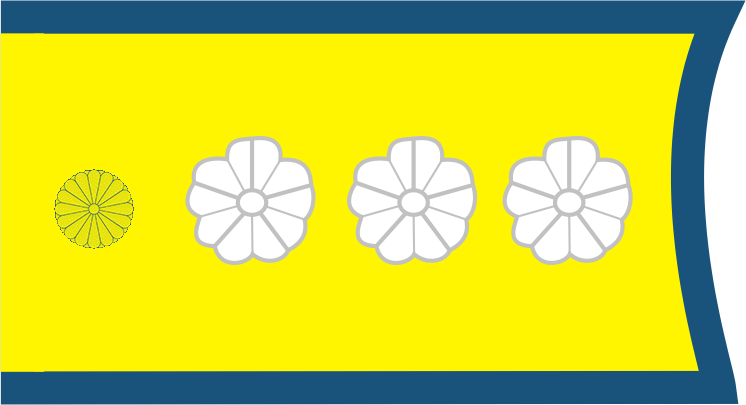
階級襟章（海軍大元帥）
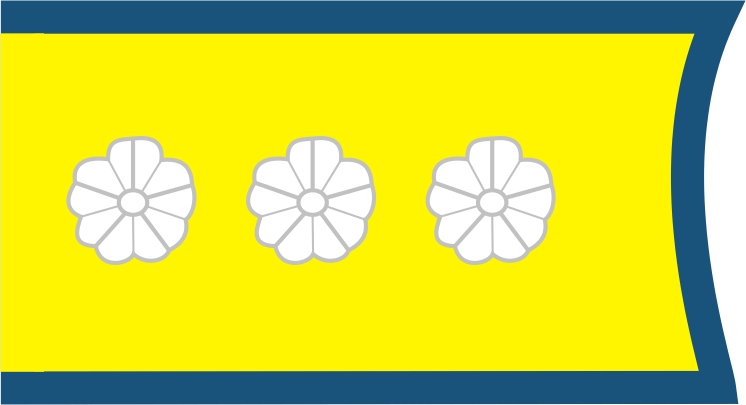
階級襟章（海軍大将）
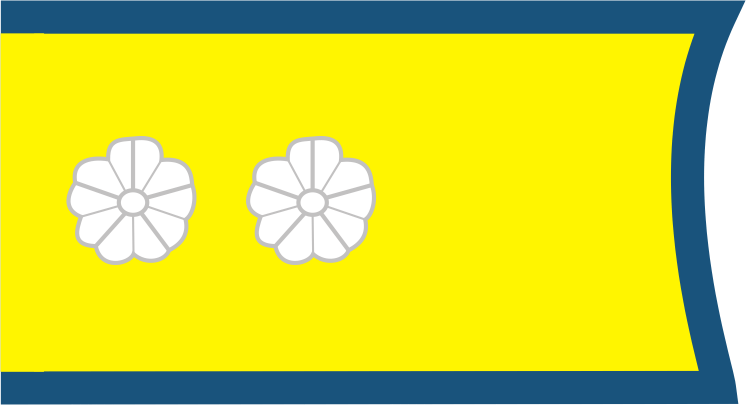
階級襟章（海軍中将）
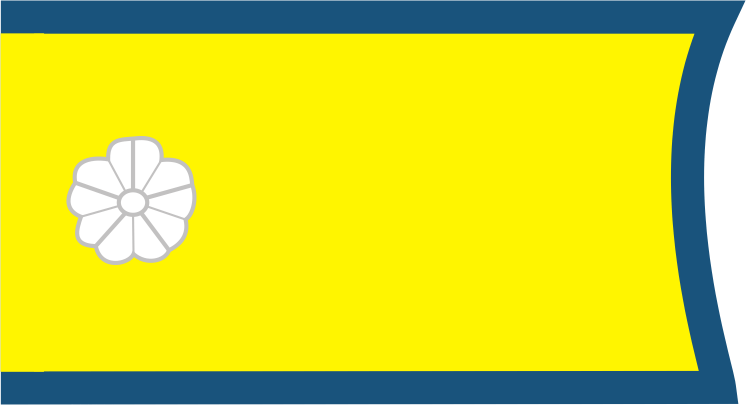
階級襟章（海軍少将）
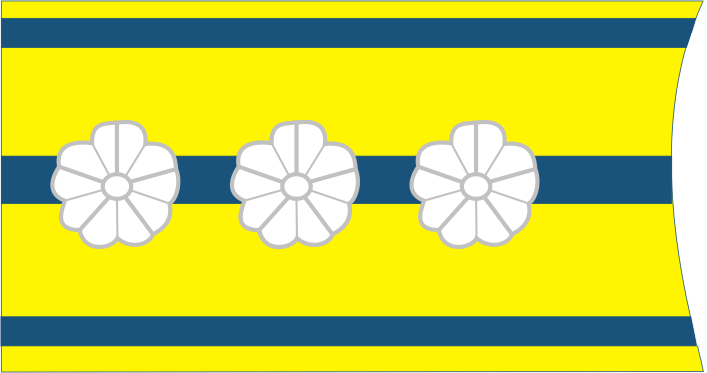
階級襟章（海軍大佐）
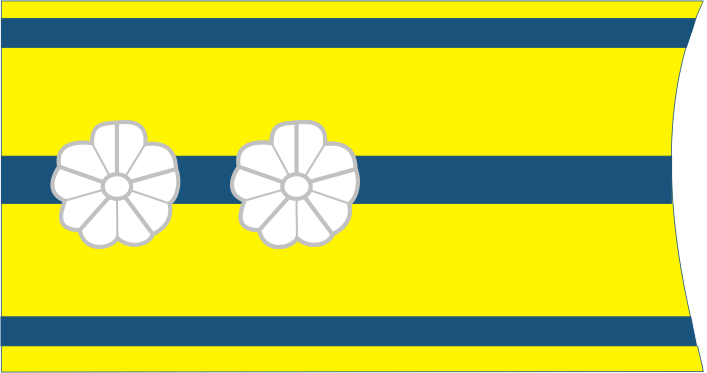
階級襟章（海軍中佐）
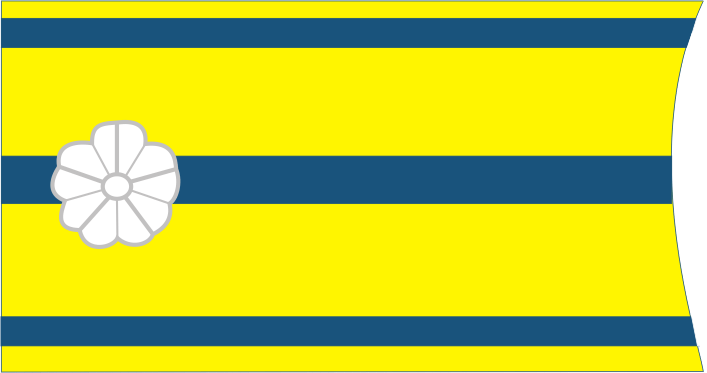
階級襟章（海軍少佐）
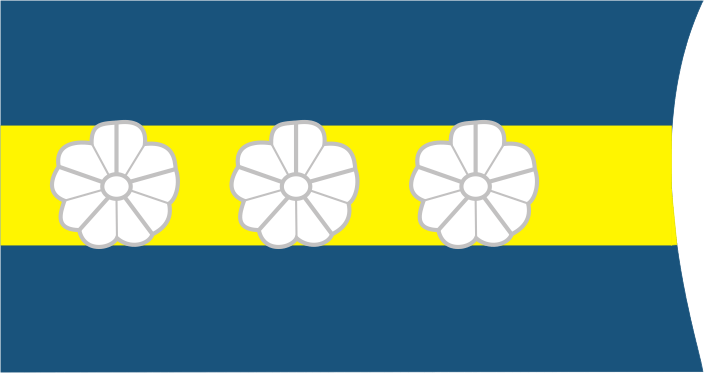
階級襟章（海軍大尉）
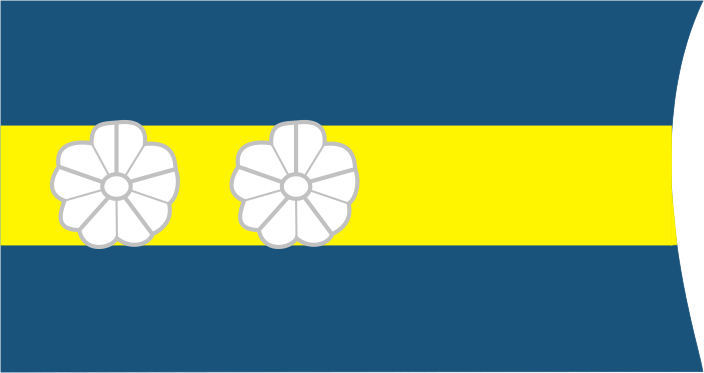
階級襟章（海軍中尉）
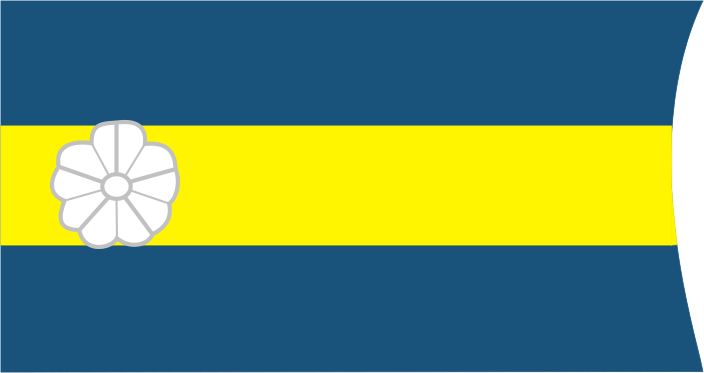
階級襟章（海軍少尉）

#### 袖章
袖章は通常礼装以上で用いたものと同じ。ただし、金線ではなく縞織黒毛線となる。

#### 軍刀
1937年（昭和12年）10月23日以降は、軍刀を佩用することが認められた。詳細は軍刀#海軍も参照。

#### 靴の特則
第一種軍装にも、原則として短靴を用いたが、黒革製の半靴を用いることも許容された。

### 第二種軍装

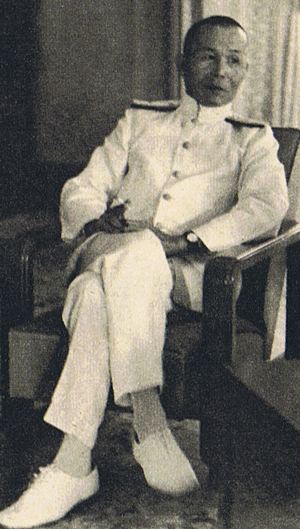
1941年（昭和16年）11月16日。（小沢治三郎）
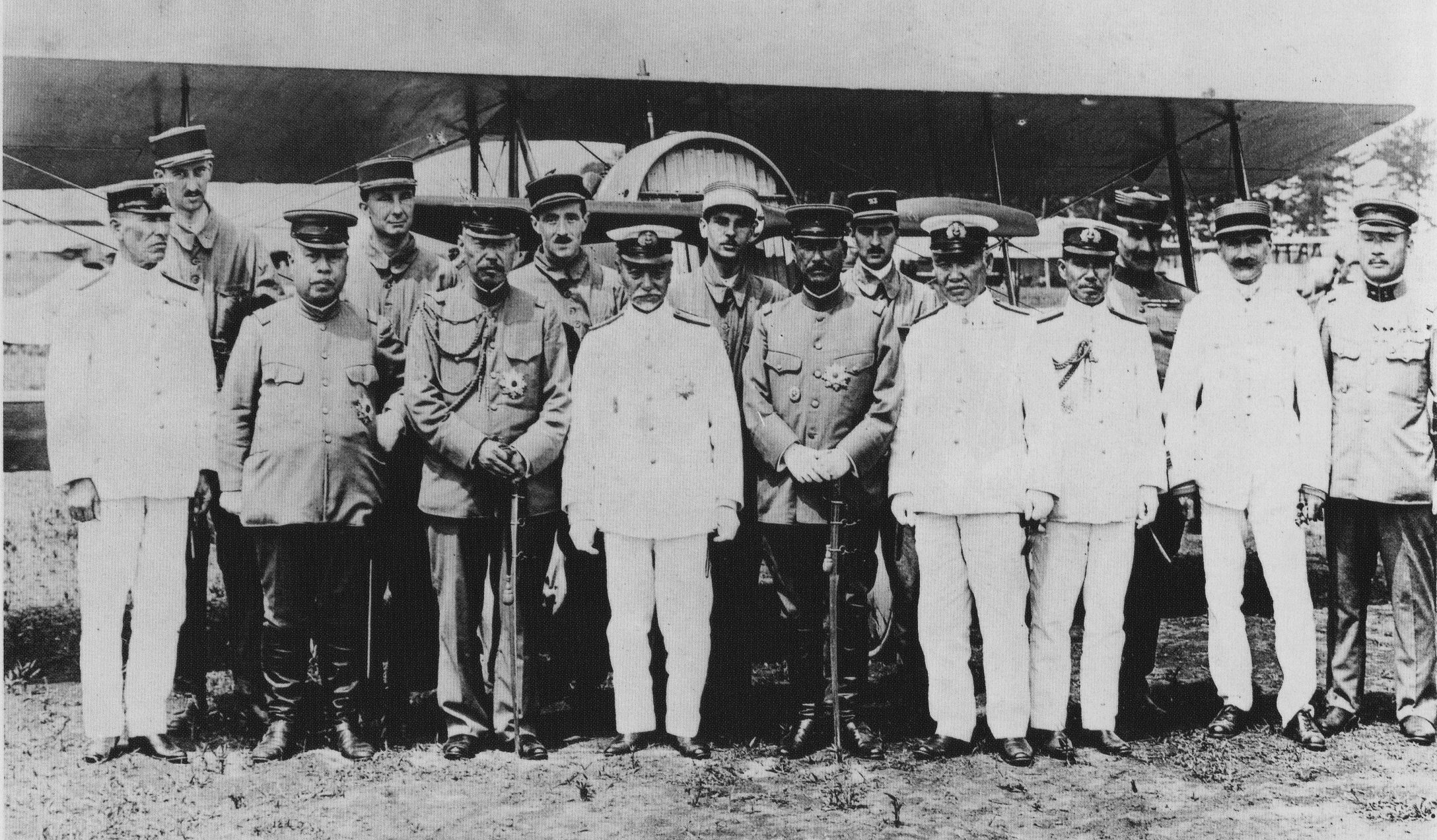
陸軍士官、フランス陸軍軍人と写る海軍士官。全員黒靴である。（1919年）
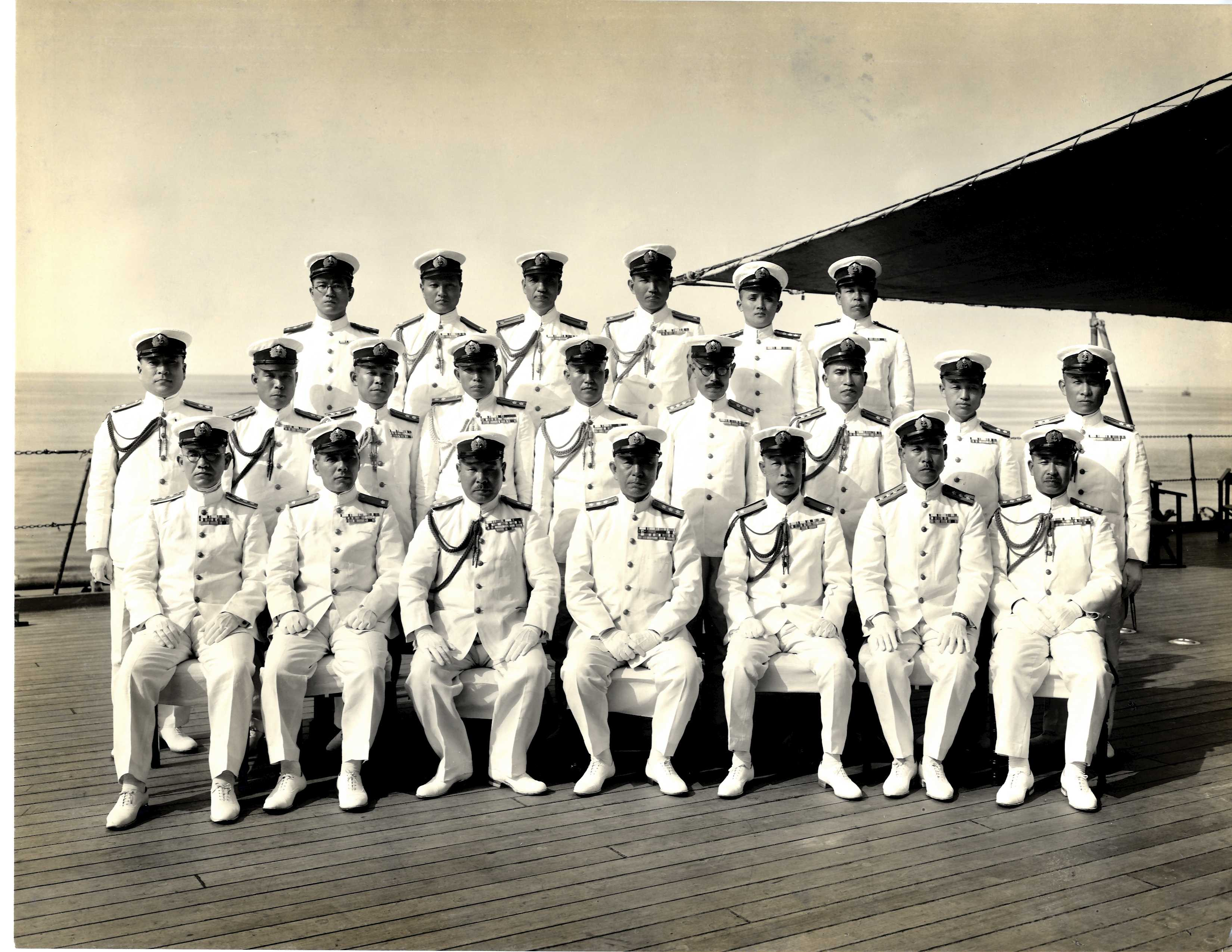
海軍士官。こちらは全員白靴である。（1940年代中ごろ）

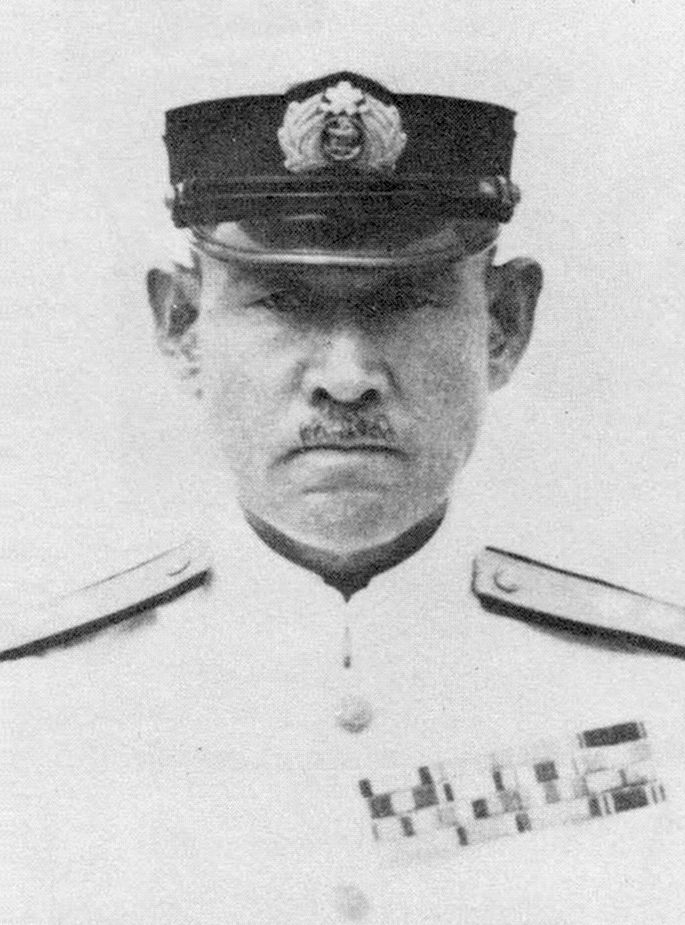
将官の肩章をしているので、1935年（昭和10年）11月15日以降のもの（井上成美）

#### 着用品
「海軍服装令」（大正3年勅令第24号）では、原則として次の着用品からなる。
1. 軍帽
2. 日覆い
3. 夏衣
4. 夏袴
5. 剣帯（上衣の下に帯びる）
6. 短剣
7. 黒革製の短靴
8. 白色の麻襦袢・麻襟
9. 白色革製の手袋

#### 第二種軍装の概要
明治20年に「夏服」として制定された。当時は、常服と形状は全く同一（ホック留め。階級は袖章で表示する。）で、ただ、地質が白リンネル製とされ、また黒毛縁を白毛縁とし、黒蛇腹組を白蛇腹組とする差異しかない。

#### 肩章
明治33年（1900年）に、ホック留めから金ボタン留めとなり、また袖章を廃止して肩章が代付されることとなった。ただし、改正勅令附則では、移行措置として、旧制式の夏服に肩章を付して着用する服制が認められていた。もっとも、その移行措置によるためには夏衣に肩章を付する改造が必要で、煩雑なため、旧制式の夏服のまま新肩章を付せずとも着用できるように同年中に改正された。
また、大正3年（1914年）に、肩章が大型化し、長さが4寸2分5厘と、幅が1寸7分とされる（大正3年勅令第23号）。
昭和17年（1942年）4月1日に最後の改正が行われた。金線については次の通り改正された。なお、特務士官は従来は准士官と同じであったが、この改正で士官と同じとなる。
- 将官：1条・幅3.4センチメートル（改正前1寸（約3.0センチメートル））
- 佐官：2条・幅1.5センチメートル（改正前5分（ほぼ変更なし。））
- 尉官：1条・幅1.5センチメートル（改正前5分（ほぼ変更なし。））
- 准士官：1条・幅0.75センチメートル（改正前2分5厘（ほぼ変更なし。））

#### 白色半靴
第1種軍装にも、原則として短靴を用いたが、夏袴を用いるときには、白色半靴を用いることも許容された。白色半靴は、白布製で、靴尖に飾り縫いを施していないものとされた。

#### 陸戦隊用被服（第二種軍装型）
昭和2年6月6日付の海軍大臣の許可（海軍大臣官房第1535号の2）により、中国方面における陸戦隊の隊装には、夏季に、第二種軍装の着用に代えて、茶褐色被服を用いることが認められた。茶褐色被服は第二種軍装に同じ。ただし、准士官以上には左右胸部にポケットを付す。これは白色の第二種軍装では目立ちすぎることによる。

### 第三種軍装

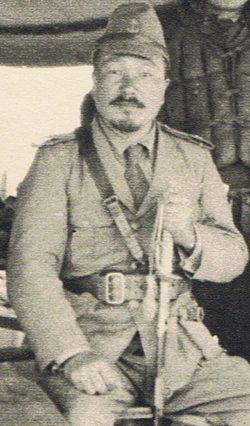
陸戦隊用被服の海軍士官。帽章が錨のみである点や、肩章が付されている点などが後年の第三種軍装と異なる。（小園安名）
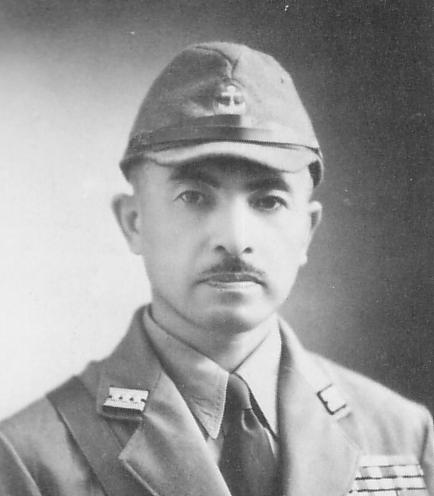
階級章改正後の陸戦隊用被服を着用した海軍大佐。（犬塚惟重）
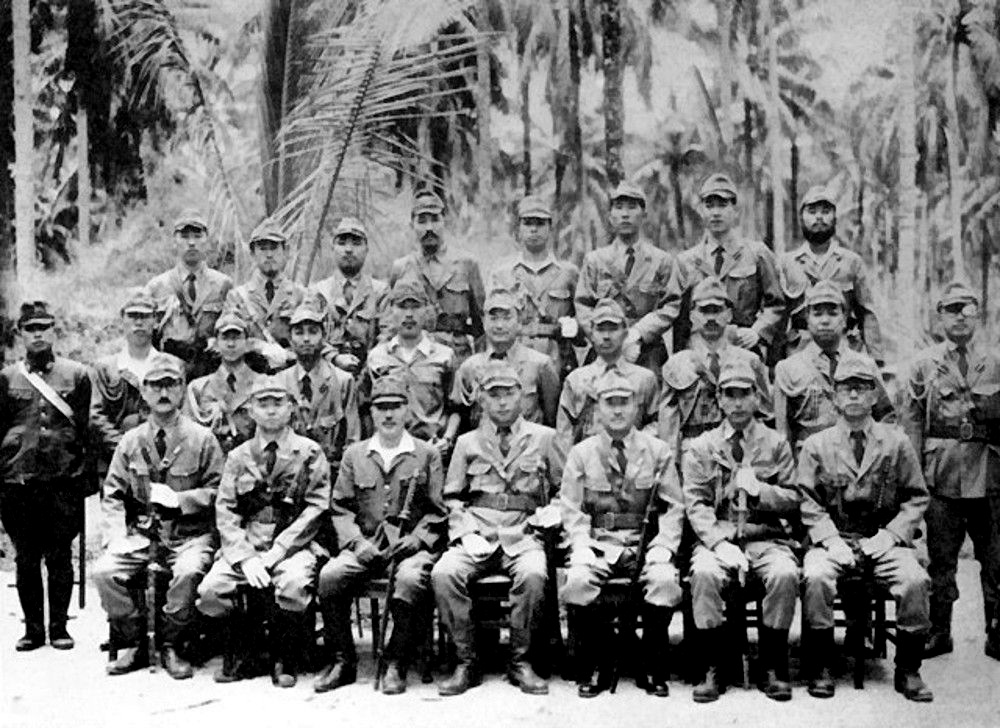
後の第三種軍装に相当する陸戦隊用被服の海軍士官。ブーゲンビル島ブインの第八艦隊司令部職員。前列中央は司令長官鮫島具重中将。昭和18年5月撮影なのでまだ略衣として正式に採用される前である。陸軍（最左に立つ1名と、前列左から3人目の計2名）と比べると、陸海軍で布地の色調と軍刀の佩用方法が異なるのが分かる。
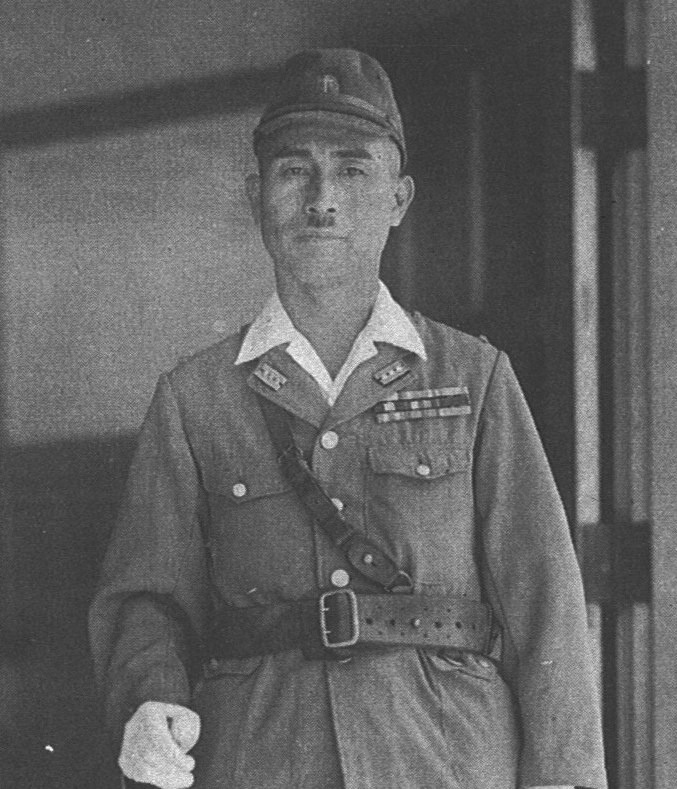
台南海軍航空隊司令斎藤正久大佐、1943年（昭和18年）。

#### 陸戦隊用被服（背広服型）
前述の茶褐色の第二種軍装型被服に代わり、昭和8年官房第1923号を以て新たな陸戦隊用被服が制定された。これは前年の第一次上海事変において海軍陸戦隊が本格的に運用されたことによる。
この被服は前合わせ釦3個の背広服型であり、ネクタイは蝶ネクタイ、階級章は第二種軍装と同様のものを使用していた。間もなくネクタイは通常のものに変更された。
昭和10年（1935年）9月20日に、鉄兜下帽子を戦闘帽と改称する。
昭和12年（1937年）には、「藪漕ぎをすると階級章が引っかかる」という報告があった為、階級章は第一種軍装と同様のものとなり、肩から襟へと移動した。
この被服は陸戦隊のほか、航空隊などの地上要員の間に広く普及した。
後述の第三種軍装制定にとってかわられた後も、物資不足などにより一部の士官の間では改造されて引き続き使用されることもあった。

#### 第三種軍装制定の経緯
昭和18年勅令第910号によって青褐布の開襟平襟式の背広服型の略衣、略袴、略帽が制定される。この際、略装は、戦地又は事変地に勤務するとき及び該地に往復するとき、これを着用する外、海軍大臣の定める場合にこれを着用するものとされた。他の制服と異なり、細部の差こそあれ、士官・下士官・兵で、同一の制服となっている。
更に、昭和19年8月21日に公布・施行された「臨時海軍第三種軍装令」により、太平洋戦争中は略装を第三種軍装とした。そのため、内地でも広く着用され、ポツダム宣言の受諾を決した御前会議を描いた絵画や、ミズーリの甲板上での降伏文書調印式典に出席した海軍士官らもこの第三種軍装を着用している。
准士官以上、少尉候補生、見習尉官、生徒は、儀式及び冬期着用の場合に於いては、ネクタイを着用するものとした。

#### 略装

##### 略装着用品

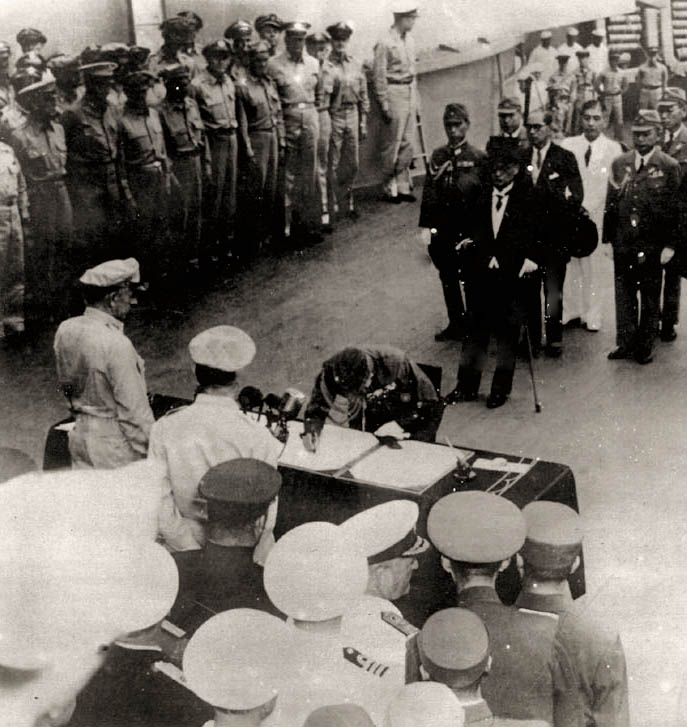
昭和20年（1945年）9月2日、米戦艦「ミズーリ」艦上での降服調印式にて。日本側代表団第二列最右端の富岡定俊海軍少将（軍令部第一部長）は、第三種軍装に略綬、手套を着用。参謀飾緒は、上衣右襟の裏側にかけている。

略装の着用品について、下士官兵は略帽・略衣・略袴・半靴とされた。士官は、それに加えて剣帯・短剣も着用することとされた。ただし、昭和19年2月1日からは短剣ではなく、長剣又は軍刀を佩用することも許された。
もっとも、略帽に代えて軍帽（第二種軍装着用期間中は日覆いを着用）を着用することが許された。また、第二種軍装着用期間中においては、准士官以上・候補生及び見習尉官は白色半靴を用いることが許された。なお、飾緒は最上釦の位置にかけるものとされた（第2次世界大戦後の海上自衛隊では背広型制服の場合は右襟裏にかける）。飾緒に関しては、略装及びこれを「軍装」として制定した第三種軍装でも、上衣の右襟の裏側にかけている例が写真で確認出来る（本項写真参照）。

##### 略衣

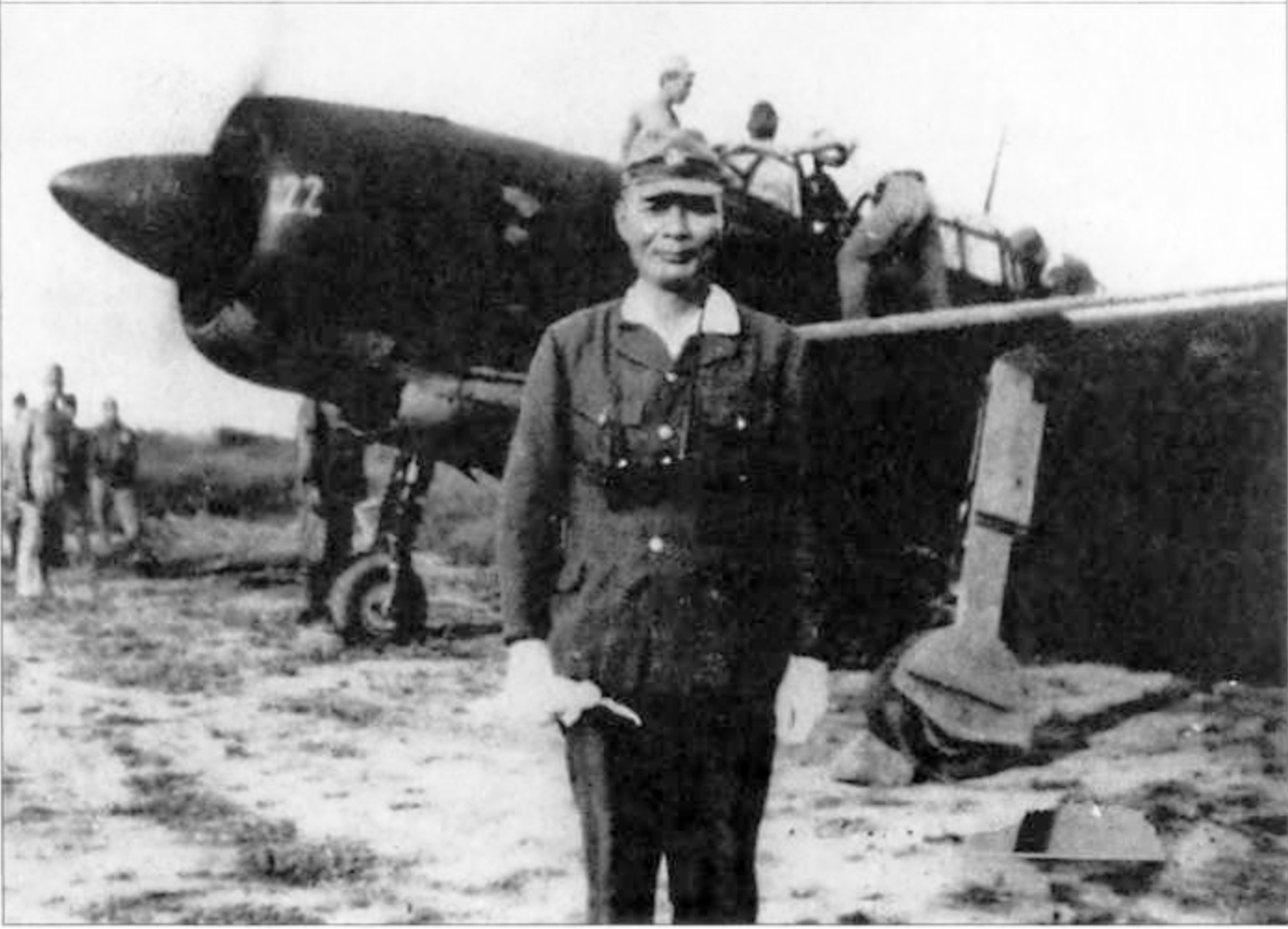
昭和19年改正後なので、襟章は下襟に付すのが規定だが、敢えて取り外された状態のもの（宇垣纏参照）。1945年（昭和20年）8月、第五航空艦隊司令長官宇垣纏中将。後方は、これから乗り込もうとする彗星四三型。

略衣の正式なものは、開襟平襟式（背広型）で、前合わせ釦は4個。表ポケットは、左右胸部及び左右下部各1個とし、胸部のものは蓋及び釦各1個を、下部のものは蓋を付する。襟章は、軍衣襟章に同じもので、着脱式。昭和19年勅令第510号による改正では、襟章の位置を上襟から下襟に変更し、また、胸部表ポケットを外付け形とし折り目を2条入れる等の改正が加えられた。

##### 略帽
略帽はいわゆる戦闘帽型。製式は、柔製で、左右両側に通気孔各3個を付する。帽章は青褐布の台地に黄絨。准士官以上は錨の中央に桜を配しそれを抱き茗荷で囲う形状。生徒・下士官は抱き茗荷を欠く。兵は錨のみ。

#### 「陸戦服」、「略衣」、「第三種軍装」の区別・呼称
海軍では既述の通り、時系列的にまず陸戦隊被服（陸戦服）があり、次に「略衣」が定められ、そして「第三種軍装」が定められた。
しかし、それらの海軍部内での区別・呼称は必ずしも明確とは言えなかった。
具体例を挙げれば、昭和9年（1933年）5月11日付の第三艦隊参謀長（在上海、旗艦出雲）発、海軍省軍務局長、海軍省経理局長宛の文書にも、既に第三艦隊漢口残留隊の服装に関して「第三種軍装（褐青色夏衣袴）」という呼称を見る事が出来、海軍部内では陸戦隊被服について、既に「第三種軍装」と呼称していた事が分かる。
その9年後、連合艦隊司令長官山本五十六大将（当時）戦死時に、第一根拠地隊（在ブイン）軍医長の田淵義三郎軍医少佐が作成した『死体検案記録』では山本戦死時の服装を「第三種軍装」と呼称しており、勅令で第三種軍装として制定する1年4カ月前に、さらにそれより以前の勅令で「略衣」が制定される7カ月前にも、海軍部内では陸戦服を「第三種軍装」と呼称していた事が分かる。
また、山本戦死時の連合艦隊参謀長宇垣纏中将もその戦中日記『戦藻録』において、事後の回想による記述とは言え、海軍甲事件当日の服装を「第三種軍装」と呼んでいる。
以上を要するに、勅令で略衣、第三種軍装が制定される以前には既に、海軍部内では陸戦服を「第三種軍装」と呼称していた事が分かる（ただし、第一種軍装、第二種軍装と同様に儀式に於いても着用出来るようになったのは、昭和19年（1944年）の「臨時海軍第三種軍装令」制定からである）。

### その他の服装

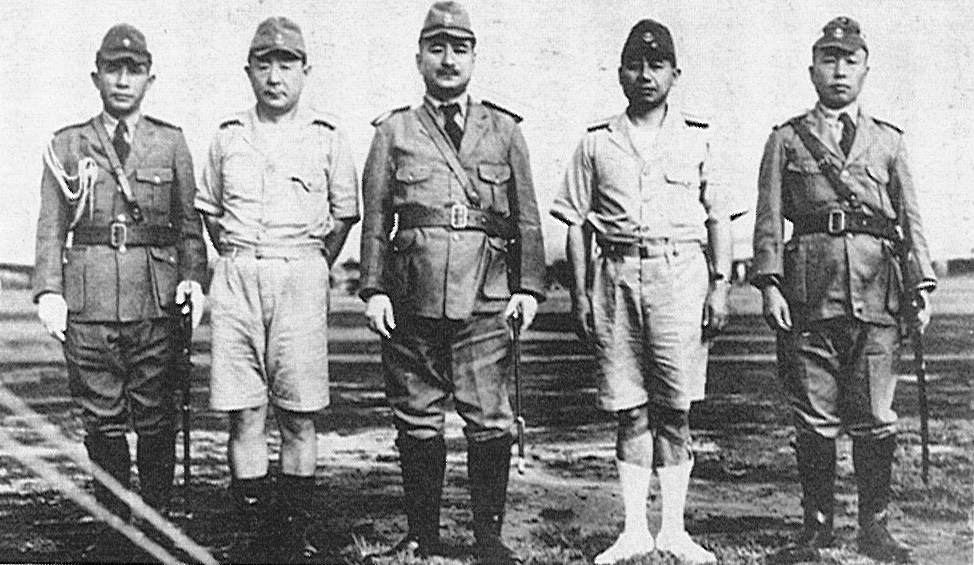
在支海軍首脳陣。左右と中央3名は第三種軍装型着用、他2名は防暑服着用。階級章はいずれも第二種軍装型（1940年9月）
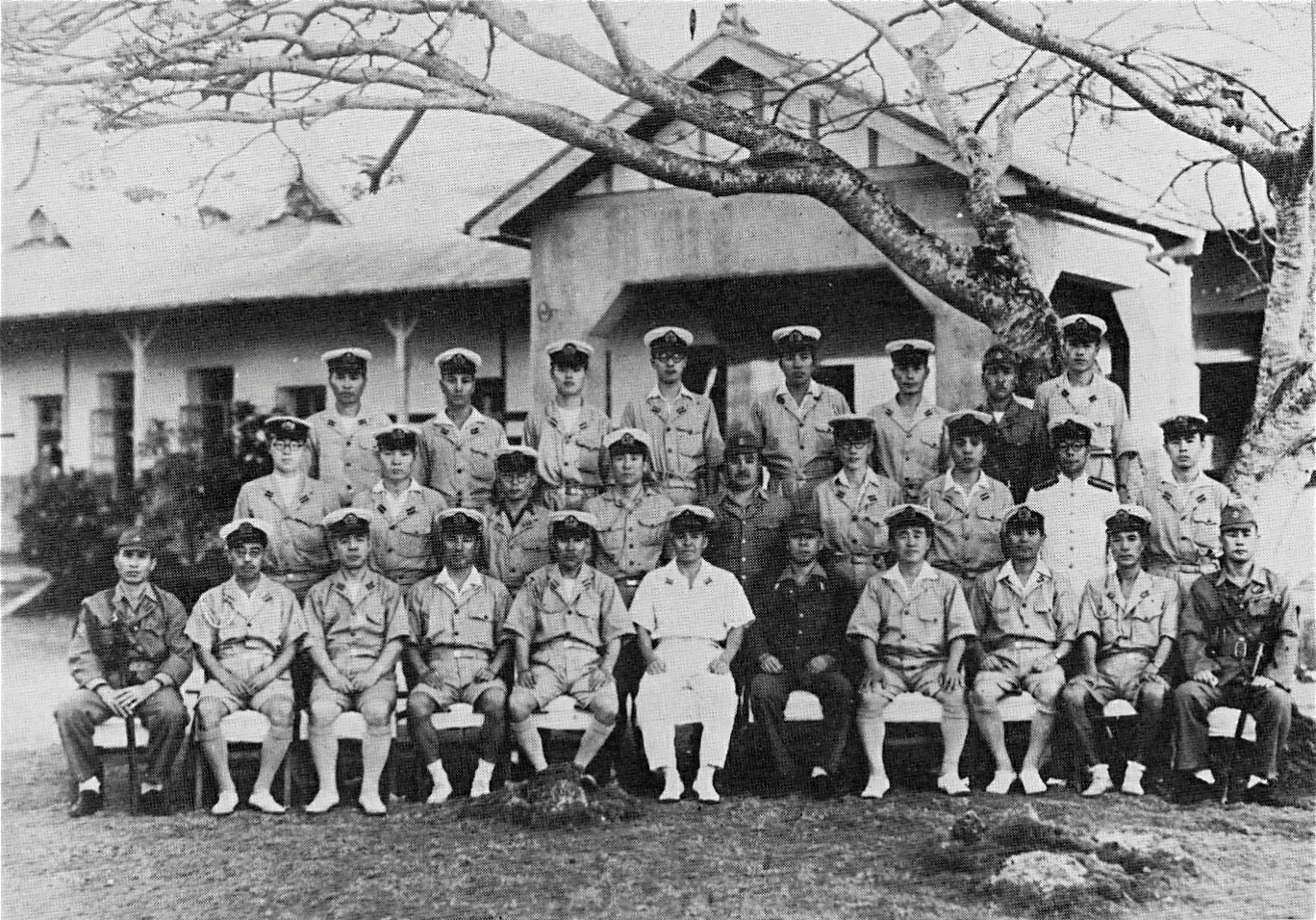
在サイパン中部太平洋方面艦隊兼第十四航空艦隊司令部職員。階級章は第一種軍装型（1944年）
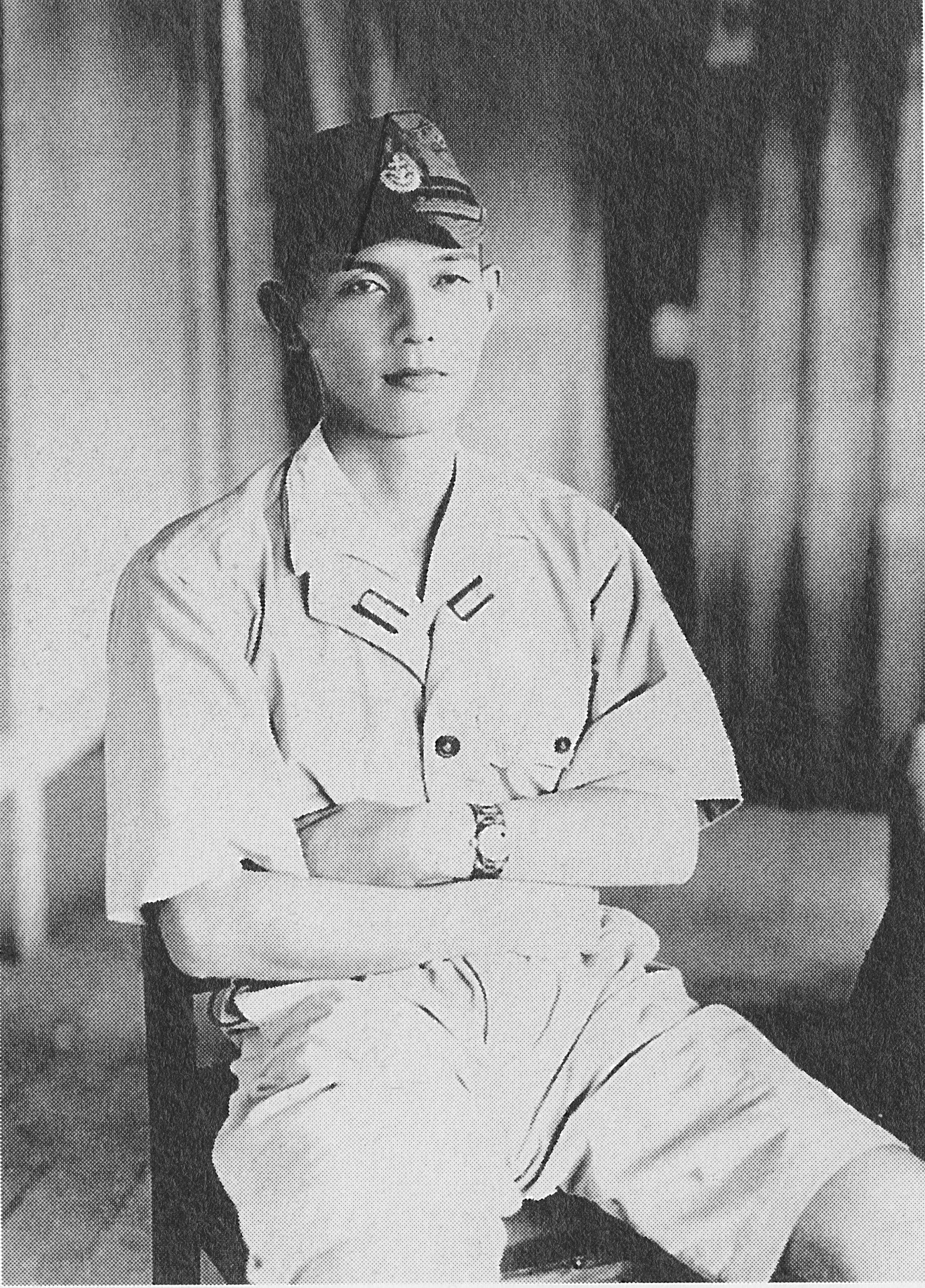
海軍主計少佐防暑服。門司親徳（1945年）

熱暑地では特別な服装も用いられていた。

### 一時的に設けられていたもの

#### ピスヘルメット（明治20年-大正3年）
明治20年の海軍服制では、准士官以上について、夏略帽としてピスヘルメットが設けられていた。地質は白羅紗或いは白リンネルで、製式については「兜形」とされた。

### 特別な徽章

元帥徽章

## 特務士官
特務士官は、服制上、士官と区別があったが、昭和17年11月1日に服制上の区別が廃止される。
明治29年勅令第324号では、夏服肩章は少尉のそれに桜がないものとされた。

## 准士官

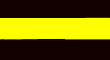
最終的な第一種軍装用の襟の階級章（兵曹長）。

明治29年10月7日勅令第324号の服制では、准士官の服装には、フロックコート型の正服・礼服・軍服、詰襟型の通常軍服（冬用の通常勤務服装。）・夏服（夏用の通常勤務服装。）などがあった。
昭和17年（1942年）4月1日の改正により、第2種軍装用の肩章の金線の幅が、0.75センチメートル（改正前（ほぼ変更なし。））と改められた。ただし、これは改正前の2分5厘とほぼ差はなく、単に尺からメートル法に改められただけといいうる。

## 下士官

### 明治40年以前
下士（下士官）・卒（兵）の服制体系は、明治初期は非常に複雑なものであった。上級下士や技術系下士等は、比較的早期からセーラー服ではなく、フロックコート型・背広型・立襟型服制であった。ところが、技術系下士等を除く中下級下士は、卒と同様のセーラー服を着用していた。その後、順次中級・下級下士が立襟型に移行することとなった。

#### 下士等（明治5年-）
明治5年には「海軍一等中士以下服制」が制定された。
その後、明治6年11月14日改定の「海軍下士以下服制」によると次のように定められていた。
艦内教授役・掌砲上長・水夫上長・木工上長、掌砲長・水夫長・木工長などには、目庇つきのストレートタイプの帽が定められた。
機関士副以下は、警吏を除き、帯剣しなかった。
掌砲次長・水夫次長・指揮官端舟長・甲板長・按針長・信号長・帆縫長・造綱長・木工次長・火夫次長の礼服は、短ジャケット型上衣に、麦藁帽子型帽。常服には、セーラー服上下に、セーラー帽を着用した。階級章は左腕に着用した。
「海軍下士以下服制」は明治8年11月にも改定が行われた。

#### 下士等（明治20年-明治26年）

##### 概観
当時は、下士でも系統毎によって細かい差異があった（当時の下士の階級自体については日本軍の階級参照）。
1等下士には、正服・略服・夏服・外套・雨衣が規定されていた。二等下士以下は略服の定めがなかった。
一等下士並びに技工及び水雷工手は、正服・略服・夏服のどの服装にあっても、フロックコート型・背広型の制服を着用しており、後年の海軍下士の冬・夏の常装である詰襟型の制服は一切用いられていなかった。また、下士以下は原則として帯剣はないが、警吏は剣及び剣帯を着用した。
明治20年勅令第43号当時の帽徽章（後の軍帽前章に相当）としては、一等下士では、金索環内に金の錨及び桜花が付された。一等兵曹の桜花は銀色、その他の一等下士は金色とされた。二等下士以下では、金索環内に金の錨のみ。

##### 一等兵曹・機技部一等下士
一等兵曹・機技部下士一等は、正服・夏服として、長ジャケット製胸二重折の上衣（いわゆるダブルの背広）を着用した。前釦は14個を2行に付した。これらの者は略服としては、その丈を短くしたもの（短ジャケット製。釦の数は変わらず。）を着用した。なお、勅令中に規定はないが、白地の飾りシャツを着て、立襟に黒襟紐（ネクタイ）を巡らした。

##### 一等看護手・一等主厨
一等看護手・一等主厨は、正服・夏服として、長ジャケット製胸一重折の上衣（いわゆるシングルの背広）を着用した。前釦は4個。これらの者は略服としては、その丈を短くしたもの（短ジャケット製。釦の数は変わらず。）を着用した。

##### 一等艦内教授・一等警吏・一等筆記
一等艦内教授・一等警吏・一等筆記は、正服として、フロックコート製胸一重折の上衣（シングルのフロックコート）を着用した。前釦は4個。これらの者は夏服・略服としては、長ジャケット製胸一重折を着用した。前釦は4個。

##### 二等技工・二等水雷工手
二等技工・二等水雷工手は、正服・夏服として、短ジャケット製胸二重折の上衣（いわゆるダブルの背広）を着用した。前釦は14個を2行に付した。略服の定めはなかった。

##### 二等艦内教授・二等警吏・二等看護手・二等筆記・二等主厨
二等艦内教授・二等警吏・軍医部の下士二等（二等看護手）・主計部の下士二等は、正服・夏服として、短ジャケット製胸一重竪襟（いわゆる詰襟）の上衣を着用した（略服を欠く）。前釦は7個。これは明治29年改正でも存続した（もっとも、明治29年以前に艦内教授及び警吏は廃止され、また主厨は厨宰と改められている。）。

##### 二等兵曹以下等
三等技工・三等水雷工手・三等艦内教授・三等警吏・三等看護手・三等筆記・三等主厨も、同系統の二等下士と、正服上衣は同じ（略服を欠く）。
他方、二等・三等兵曹、技工・三等水雷工手を除く機技部下士（機関手・船匠手・鍛冶手）は、卒と同じ服装（セーラー服）であった。

#### 下士等（明治26年-明治29年）
明治26年12月27日に改正が行われた。下士卒については形状の変化はなく、ただ呼称のみ変更された。
- 一等兵曹等

「正服」を「軍服」に改称。
「略服」は改称なし。
「夏服」は改称なし。

#### 下士等（明治29年-明治37年）
明治29年10月6日勅令第324号による改正が行われた。一等下士の、儀礼用服装（「正服」）と通常勤務服装（「通常軍服」）の形状が大きく分離し、一等下士正服は背広型、一等下士通常軍服は立襟長ジャケット型に移行した。また、二等・三等看護手、同筆記、同厨宰及び卒の看護、主厨は、立襟短ジャケット型に移行した。
下士卒についても、将校等に同じく、「正服」・「礼服」・「軍服」・「通常軍服」・「夏服」の分類が行われて、服制区分体系が統一された。

##### 一等下士
一等下士は次のような制服を着用した。
- 「正服」：長ジャケット製胸二重折（改正前の一等兵曹等に同様）
- 「礼服」：「正服」に全く同一。
- 「軍服」：「正服」に全く同一。
- 「通常軍服」：長ジャケット製胸一重竪襟（下士の制服としては新しい形状。）
- 「夏服」：「通常軍服」に同様で、白色。

##### 二等看護手等
二等・三等看護手、同筆記、同厨宰並びに看護及び主厨は次のような制服を着用した。なお、制帽は一等下士に同じであるが、帽章のみ金索環を欠き、錨と桜とされた。
- 「正服」：短ジャケット製胸一重竪襟
- 「礼服」：「正服」に全く同一。
- 「軍服」：「正服」に全く同一。
- 「通常軍服」：「正服」に全く同一。
- 「夏服」：「通常軍服」に同様で、白色。

三等看護手・三等筆記・三等厨宰・看護・主厨はそれまで、フロックコート製胸一重折であったが、二等看護手等と同様の服制となった。

##### 二等兵曹以下等
二等・三等兵曹、同信号兵曹、同船匠手、同機関兵曹・同鍛冶手は水兵、信号兵、木工、機関兵及び鍛冶と同一の服制に属した。

##### 臂章

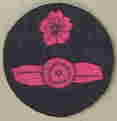
一等掌機工の臂章

兵種及等級区別臂章（ひしょう）には、直径2寸で、それぞれの兵種にちなんだ意匠が用いられた。兵曹・一等水兵は錨、信号兵曹・一等信号兵は旗、船匠手・一等木工は斧、機関兵曹・一等機関兵は螺旋廻し（スパナ）、鍛冶手・一等鍛冶は鎚、看護手・一等看護は鑷子、筆記は筆、厨宰・一等主厨は鍵を用いた。
兵種及等級区別臂章、外套臂章及び善行章は左臂に、掌砲兵章等は右臂に、それぞれ付した。

#### 下士（明治37年-明治40年）
明治37年7月1日の改正（明治37年勅令第185号）。

##### 二等下士以上

###### 明治37年改正の概要
一等・二等兵曹、同信号兵曹、同船匠手、同機関兵曹、同看護手、同筆記、同厨宰は長ジャケット製胸一重竪襟の制服を着用することとなった。これは「正服」・「礼服」・「軍服」・「通常軍服」・「夏服」で同形である。すなわち、従来の「通常軍服」に統一されたのである。
ここに、日本海軍下士の長ジャケット製胸二重折（ダブル背広型）の制服は姿を消し、専ら長ジャケット製胸一重竪襟（詰襟5つ釦）の制服に統一されることとなった。

###### 「正服」等
「正服」・「礼服」・「軍服」・「通常軍服」は全て同形である。地質は帽（紺羅紗）を除き、全て紺セルジ（サージ）である。
上衣は、長ジャケット製胸一重竪襟で、左右下部に各1個の隠し（ポケット）を付す。鈕釦は5個1行。胴衣の鈕釦は5個1行。
帽徽章は、金索環内に金の錨及び金の桜花が付された（明治20年勅令第43号当時の一等機関手・一等技工・一等船匠手・一等水雷工手・一等鍛冶手に同じ）。

###### 「夏服」等
「夏服」は基本的に「軍服」に同じであったが次の点のみ異なっていた。
- 上衣・袴の地質が白葛城織りである。
- 帽は、軍服帽に白布を覆う。

##### 三等兵曹以下等
それまで、三等看護手、同筆記及び同厨宰並びに看護及び主厨は短ジャケット製胸一重竪襟を着用し、水兵等は別箇の服装であったが、水兵等と同じ服制に移行した。
三等兵曹、同信号兵曹、同船匠手、同機関兵曹、同看護手、同筆記及び同厨宰並びに水兵、信号兵、木工、機関兵、看護及び主厨はセーラー服を着用した。

### 明治40年以降

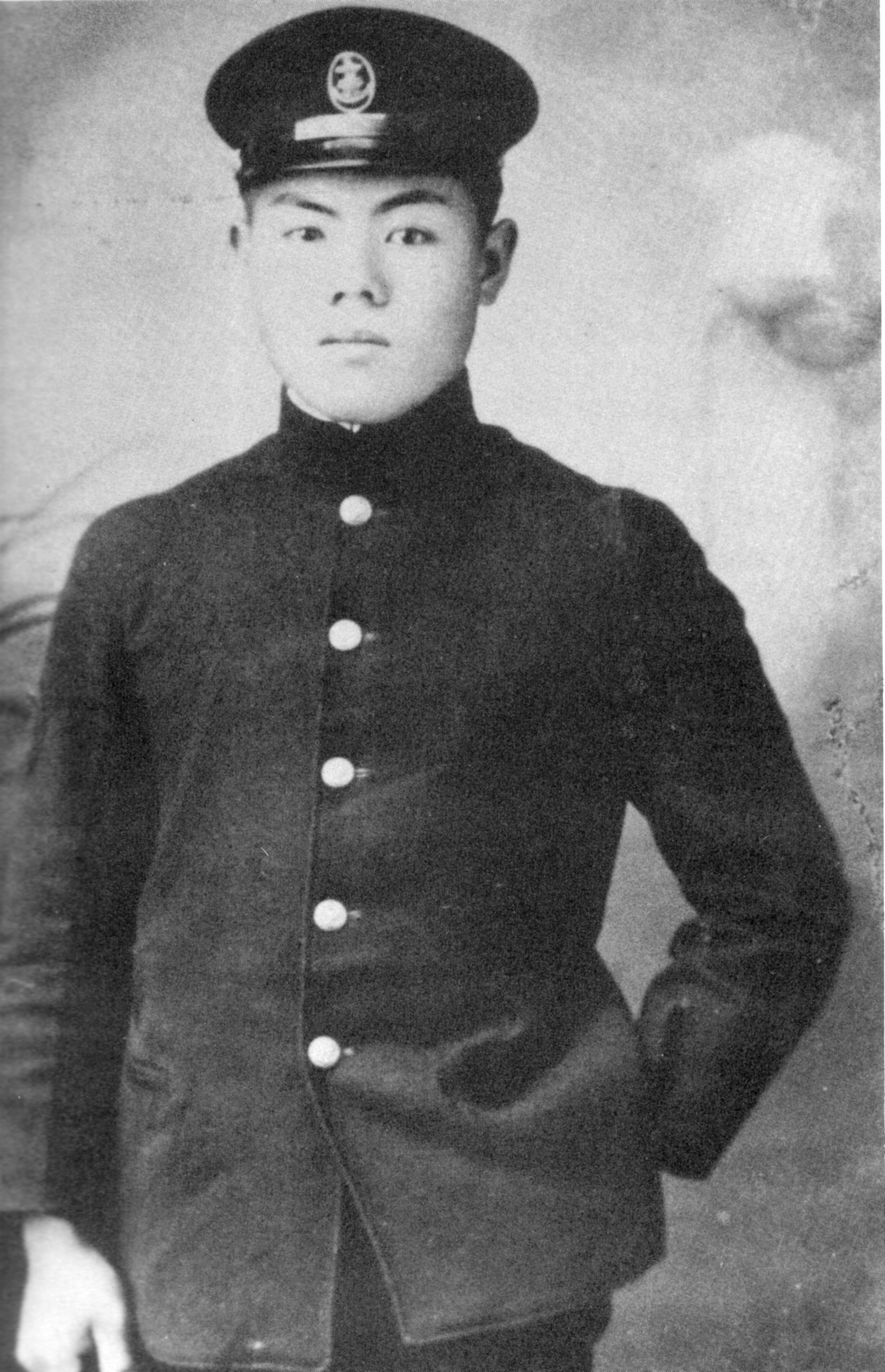
1942年（昭和17年）改正以前の下士官第一種軍装。古賀忠義。

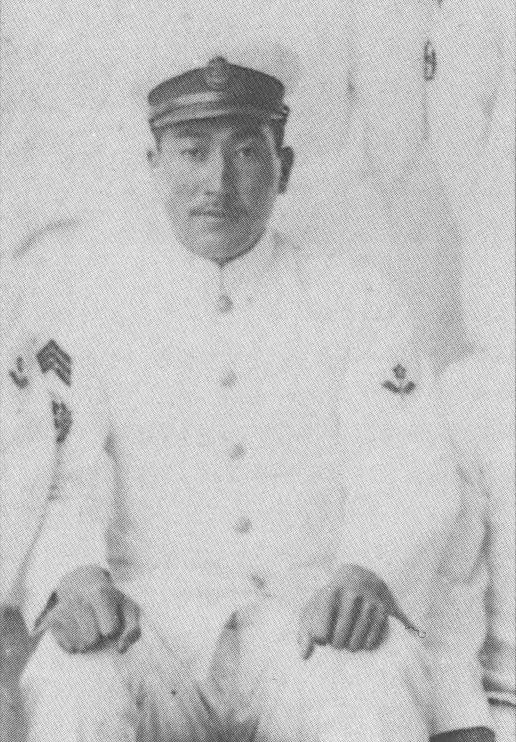
1942年（昭和17年）4月改正以前の下士官第二種軍装。右袖の山形は善行章。その下は官職区別章。左袖の徽章は特技章。(半田亘理)

#### 明治40年改正の概要
明治40年（1907年）10月1日に、三等下士も立襟長ジャケット型に移行し、軍楽科を除き下士は基本的に全て同様の服装となった（明治40年勅令第312号）。5つ釦である以外は、士官タイプにほぼ同じ。もっとも、縁取りや袖章がない。また、当初は礼衣・軍衣には胴衣の定めがあったが、後に廃止された。

#### 軍帽
陸軍の軍帽の場合、士官用軍帽の耳ボタンは模様が入るが下士用軍帽には入らない。ところが、海軍の場合は下士用軍帽にも模様が入る。当初は鳩目については規定がなかったが、大正4年（1915年）11月5日以降は左右両側に鳩目各2個を付することとなった。

#### 麻襟
詰襟を着用する下士は麻襟（カラー）を用いた。これは上衣襟部分に汚れが付着しないようにするためのものである。

#### 臂章
臂章（ひしょう）とは腕（臂（ひじ））に付された官職区別等のための徽章のこと。礼衣には、赤絨の台地に金繍で、軍衣・外套には紺絨の台地に赤絨で、夏衣には白絨の台地に紺絨で表示される。
明治43年7月1日に、下士卒臂章の下士外套章・下士事業服章が廃止された。昭和5年に、特技章のうち、航空術章について改正が行われたほか、航空兵器術章が追加された。また、1930年（昭和5年）12月1日に、礼衣又は礼装に用いる軍衣に付していた官職区別章等の金繍が廃止された。

### 昭和17年4月以降

官職区別章（上等兵曹）
官職区別章（一等兵曹）
官職区別章（二等兵曹）
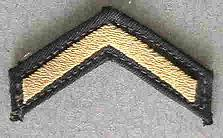
普通善行章。台地が黒布なので昭和17年以降のもの。特別善行章の場合は中央に桜花が付される。
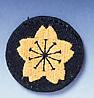
普通科特技章

1941年（昭和16年）12月8日に、太平洋戦争が勃発し、日本海軍は過去に例を見ない大規模な人員拡大等を必要とするに至った。このような時勢に鑑みて、特に官職区別章や特技章の製造を容易にして大量生産を可能とならしめ、また、識別が容易になるような改正が行われることとなった。1942年（昭和17年）4月1日に、下士官の臂章の形状が大幅に変更となった。官職区別章は、礼衣には赤絨の台地、軍衣・夏衣・外套には黒布の台地に、黄織出で模様が描かれた。官職区別章は、従来丸形で複雑な模様により等級・兵の種類等を区別してきたが、新型官職区別章では、下向き5角形型になると共に、夏冬で共通化されるなど、大幅に単純化された。
下士官の官職区別章は、下部に錨を配置し、その周囲に葉を配置し、その上部に横線1条ないし3条を配する形状である。なお、各科識別章（桜）は錨と横線との間に配置される。各科識別章は、兵科は黄、飛行科は青、整備科は緑、機関科・工作科は紫、軍楽科は藍、看護科は赤、主計科は白とされた。終戦まで基本的にこの形状であった。
この改正で、それまで分野ごとに細かく分かれていた特技章は、その分野を問わず共通化され、普通科の教程を卒業した者は桜花、特修科・専修科・高等科又は飛行練習生の教程を卒業した者は八重桜とされた。この特技章は左腕に付されたことから左マークと通称された。

### 昭和17年11月以降
1942年（昭和17年）11月1日に、下士官軍帽前章が錨の上部に桜を付してその周囲を桜葉で囲う形状の真鍮プレス製に変更されて、士官用軍帽前章に比較的似るようになった。もっとも、士官用軍帽と異なり、周章はなく、また前章に輪金もないなどの差異もあった。台座を除き縦は42mm（内、錨部分は21mm）、横は57mmとされた。旧型下士官軍帽前章に似た形状の前章は飛行予科練習生用の軍帽前章に用いられた。

## 兵
| 明治20年 | 明治26年 | 明治37年 | 明治40年 | 大正3年    |
| -------- | -------- | -------- | -------- | ---------- |
| 正服     | 軍服     | 正服     | 礼服     | 礼装       |
| 正服     | 軍服     | 礼服     | 礼服     | 礼装       |
| 正服     | 軍服     | 軍服     | 礼服     | 礼装       |
| 略服     | 略服     | 通常軍服 | 軍服     | 第一種軍装 |
| 夏服     | 夏軍服   | 夏服     | 夏服     | 第二種軍装 |
| 夏略服   |          | 夏服     | 夏服     | 第二種軍装 |

### 卒等（明治20年-明治29年）

#### 着用対象者
明治20年当時は、水兵・諸工夫・諸火夫（以上卒）のほか、二等・三等兵曹（以上兵科下士）・同機関手・同船匠手・同鍛冶手（以上機技部下士）も水兵等と同じ制服を着用した。
服装の種別は「正服」・「略服」・「夏正服」・「夏略服」とされた。ただし、明治26年（1893年）12月27日に「正服」が「軍服」、「夏正服」が「軍服」とそれぞれ改称された。

#### 「正服」（のち「軍服」）
明治20年（1887年）の制定当時は「正服」と呼称したが、明治26年12月27日に「軍服」と改称された。上衣及び袴は紺セルジで、帽は紺羅紗製とされた。
上衣は、フロック製。襟及び袖先に金色の布を付した。袖先は開けるようになっており、黒色角製小鈕釦2個で留められた。裾は長めで、左右にベントが設けられた。ポケットはなかった。
袴は、水兵服式（らっぱズボン）。右方に裏嚢1個を設け、前面の弁を黒色角製鈕釦にて閉じるものとされた。
帽の形状は一等兵曹等に同じ。ただし、眉庇を付さない。黒八丈織の帯を纏い、これに金箔で艦営名等を記する。また頤紐を付す。艦営名は左から右に書き、「大日本軍艦○○號」（號の字の七部分は土で、儿部分は巾）や「○○水兵屯営或○○所」とされた。
なお、礼式に際して、その帽を冠するときは、艦営名等及び錨形を金繍した帯を用いた。

#### 「略服」
「略服」上衣の製はフロックに類して、その丈は短く、袖先及び裾を割かない。ポケットはなかった。

#### 「夏正服」（のち「夏軍服」）
明治20年の制定当時は「夏正服」と呼称したが、明治26年12月27日に「夏軍服」と改称された。
上衣は、フロック製、白葛城織りにて製する。襟及び袖先に紺小倉織を付し、その襟及び袖先に幅3分の白色織組1条を付し、袖先に白色角製の小鈕釦2個を付す。
袴は白色麻織りで製する以外は「正服」（のち「軍服」）の袴に同じである。
帽は麦藁帽子型。

#### 「夏略服」
その製は略服に同じである。ただし、裾及び袖先に紺小倉織りの縁を付す。

#### 「下着」
「下着」（後年の「中着」に相当する。）も制定されていた。白綾織木綿で製した。襟及び袖に紺色布を付す。その製は「夏服」（勅令原文ママ）に同じである。

### 卒等（明治29年-明治40年）

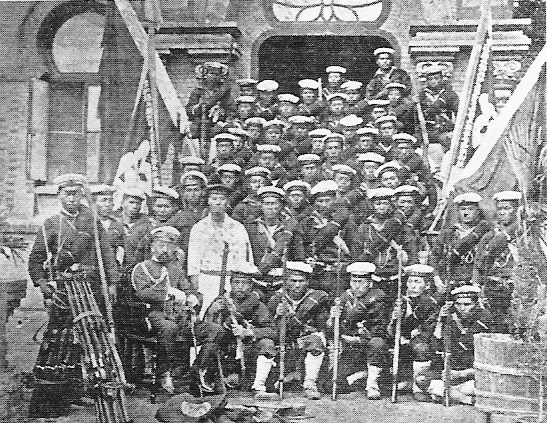
義和団の乱への出兵時の陸戦隊の服装。明治33年（1900年）。

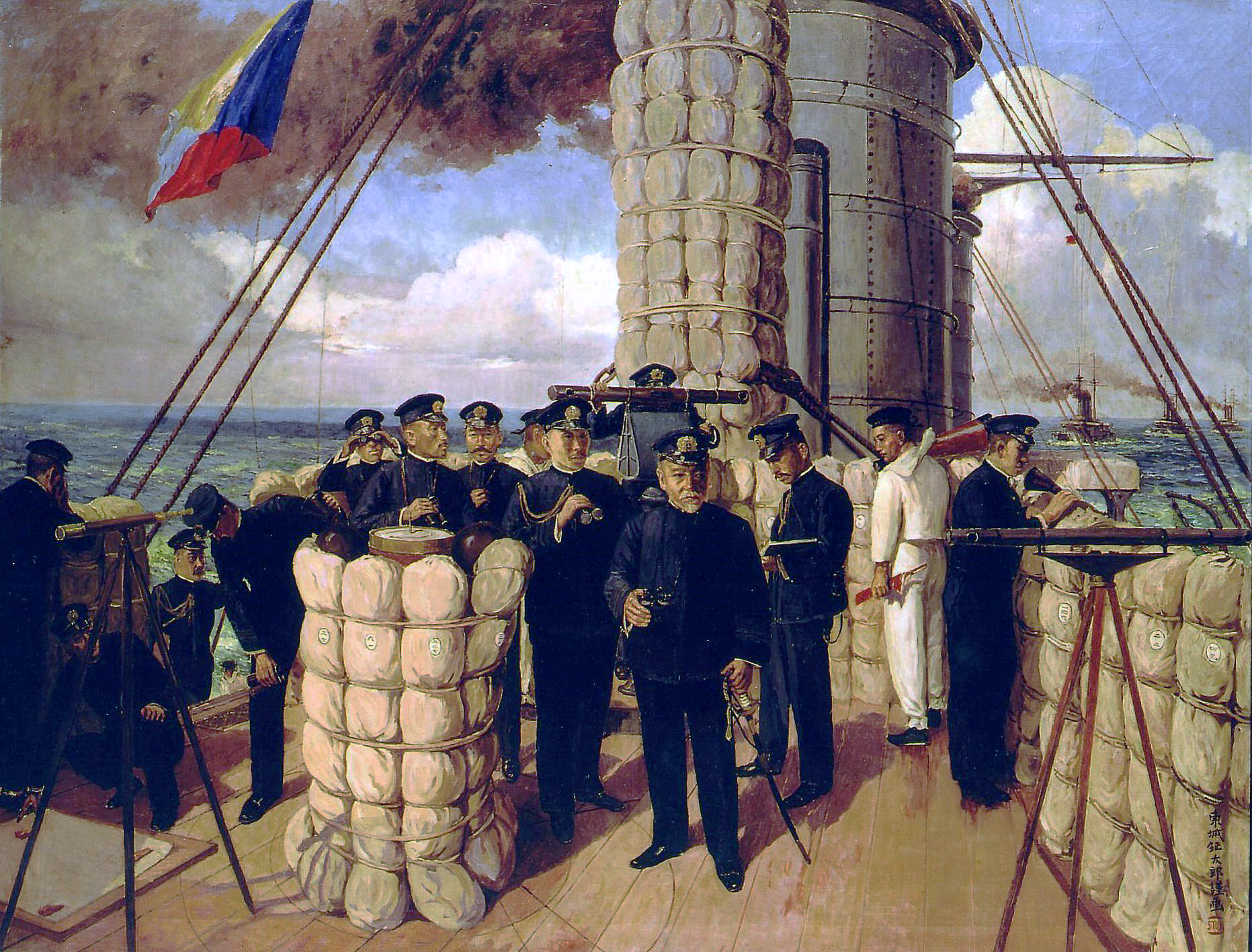
後ろの白い服装の者は三等兵曹等又は卒である。事業服様の服装で、裾口を縛ってある。明治38年（1905年）5月27日。

#### 明治29年改正の概要
明治29年の服制改訂により、従来「冬・夏」「正・略」の組み合わせで4種類に区別されていた、卒等の服装の種類が大幅に変更された。すなわち、明治26年12月27日に行われた士官の服装の種類の変更に対応して、服装の種類の名称の統一を図ったものである。
そのため、士官と下士卒と共通で
1. 「正服」：明治20年制式に同じ。ただしペンネントは金繍のみ。
2. 「礼服」：「正服」に同じ。
3. 「軍服」：「正服」に同じ。ただしペンネントは金箔のみ。
4. 「通常軍服」：「正服」を若干簡略化したもの。
5. 「夏服」：「通常軍服」に同様で、白色。

という種類になったものの、下士卒の「正服」と「礼服」とは全く同じ。「軍服」もそれを若干簡略化したに過ぎないものとなった。

#### 着用対象者
明治29年（1896年）の服制では、水兵、信号兵、木工、機関兵及び鍛冶のほか二等・三等兵曹、同信号兵曹、同船匠手、同機関兵曹及び同鍛冶手も卒と同じ制服を着用した。
なお、明治37年（1904年）7月1日に、それまで卒と同じ制服を着用していた二等下士が一等下士と同じ服装となった。

#### 「正服」・「礼服」・「軍服」
上衣は、フロック製襟及び袖先に同質の布を付し、袖先に黒色角製小鈕釦2個を付した。旧「軍服」では、襟及び袖先に金色の布を付していたが、これを取り止め、簡素なものとなる。袴は、明治20年制式に同じ。

#### 「通常軍服」
「正服」などと同じであるが次の点が異なっていた。基本的に旧「略服」に同じであるが、左側胸部のポケットが追加された。
- 丈が短い。
- 袖先及び裾を割かない。
- 左側胸部に1個の隠し（ポケット）を付す。

#### 「夏服」
「正服」などと同じであるが次の点が異なっていた。
- 襟に紺小倉織りを付し、その邊縁に幅3分の白色織り組1条を付す。
- 袖先及び裾に紺小倉織りの縁を付す。

#### 中着
中着は、白綾織木綿で作られることとなった。

### 卒（明治40年-大正3年）
明治40年に再度、服制が簡略化された（明治40年勅令第312号）。
1. 「礼服」
2. 「軍服」
3. 「夏服」

の3種類となった。
明治40年以前は、旧「正服」上衣等（旧「礼服」・旧「軍服」は全く同製式。）と旧「通常軍服」で細部が異なっていたが、製式を基本的旧「通常軍服」に統一した。なお、明治43年当時は、二等卒以下には等級を識別する徽章はなかった。

#### 帽
「礼服」では帽ペンネントは金繍、「軍服」・「夏服」では金箔とされた。

### 兵（大正3年-昭和20年）

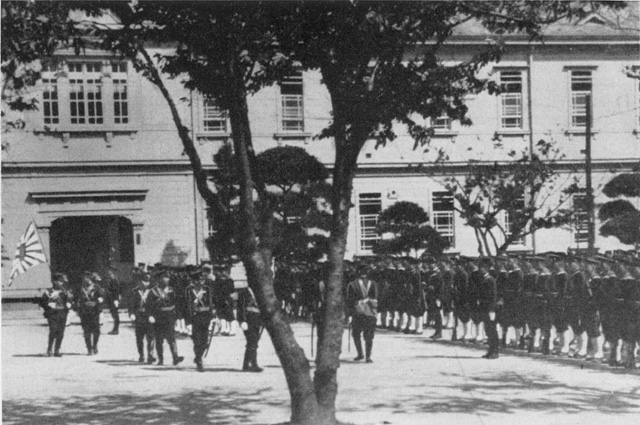
士官・下士官・兵。

#### 第一種・第二種軍装共通のもの

##### 軍帽

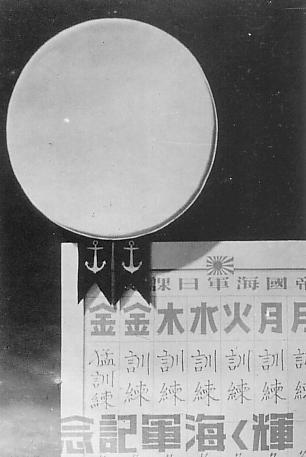
真上から見た兵の第二種軍装用の軍帽。ペンネント両端の錨形が見える。

軍帽は、所謂水兵帽型。前庇はなく、頤紐は黒色紐。軍帽前章として、鉢巻状にペンネントを巻き、艦営名等及び錨形を金で記した。
この艦営名等の金文字は、礼装用の場合は、金繍が用いられていたが、大正4年11月5日に、軍帽前章礼装用の金繍が廃止された。
1942年（昭和17年）11月1日に、金文字も金箔から黄織出に簡略化され、また戦時体制下で所属部隊名を秘匿する必要から、「軍海國帝本日大」（右から左へ書く）というペンネントのみ使用されるようになった。

##### 臂章
1942年（昭和17年）4月1日に、兵の臂章の形状が大幅に変更となった。官職区別章は、礼衣には赤絨の台地、軍衣・夏衣・外套には黒布の台地とされる。官職区別章は、従来丸形で複雑な模様により等級・兵の種類等を区別してきたが、新型官職区別章では、下向き5角形型になると共に単純化した。
兵（四等兵には官職区別章はない）の官職区別章は、下部に錨を配置し、その上部に横線1条ないし3条を配する形状である。なお、各科識別章（桜）は錨と横線との間に配置される。各科識別章は、兵科は黄、飛行科は青、整備科は緑、機関科・工作科は紫、軍楽科は藍、看護科は赤、主計科は白とされた。

官職区別章（水兵長）
官職区別章（上等水兵）
官職区別章（一等水兵）
官職区別章（二等水兵）

##### 襟飾
襟飾りは、黒繻子の、正方形の布である。大正11年（1922年）5月1日に、襟飾が改正された。

#### 第一種軍装用

##### 軍衣
明治40年勅令第312号の段階の礼服上衣・軍服上衣（後の軍衣に相当）の製式は「「フロック」製ニシテ左側ノ胸部ニ一箇ノ隠シヲ附ス」とされた。ここにいうフロックとは、フロックコート形上衣ではなく、セーラー服形上衣のことである。
大正3年勅令第23号では、襟飾留紐について紺毛線と規定された。

##### 中着・中着襟
卒は、中着（当時の表記では「中著」。以下同じ。）を軍衣に用いた。夏衣には着用しなかった。中着はほぼ夏衣と同様の製式であり、白布で、襟部は紺布で周辺に白線1条が付された。また、中着とは別に中着襟も存在した。1922年（大正11年）5月1日に、中著襟が改正された。

#### 第二種軍装用

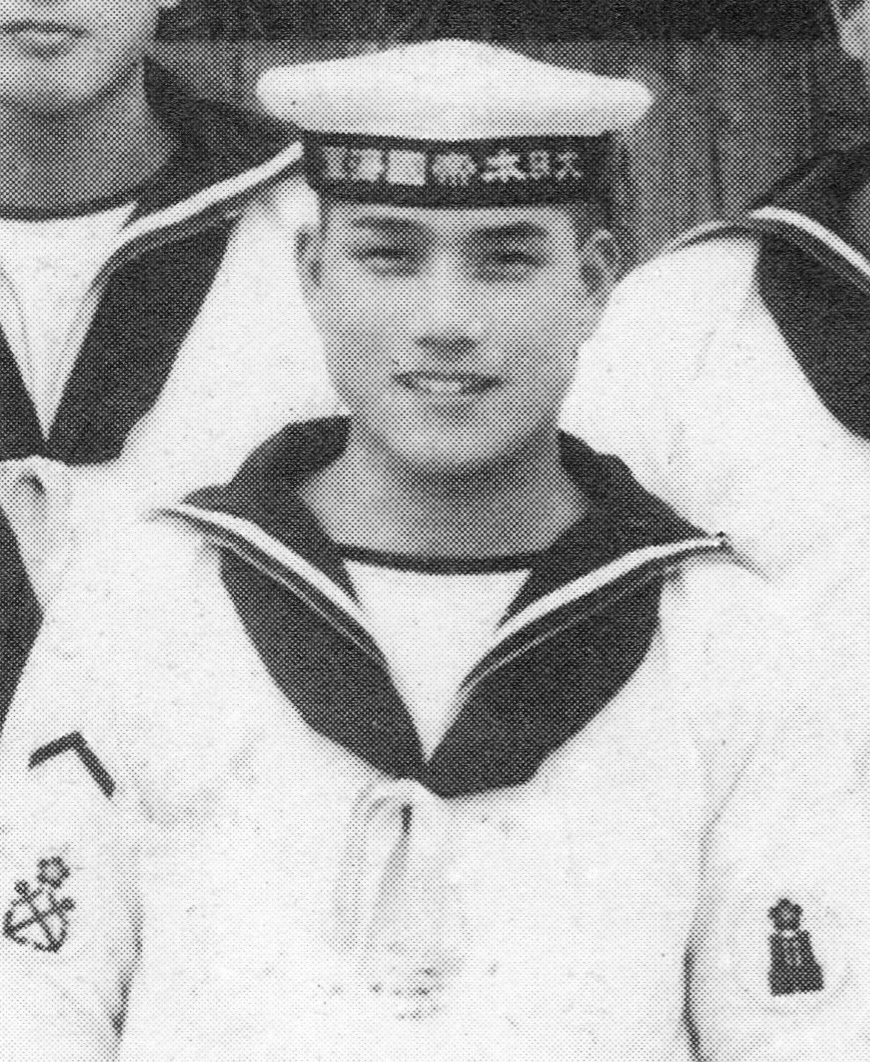
第二種軍装の水兵（豊島一）

##### 夏衣
明治40年勅令第312号の段階の夏服上衣の製式は、「軍服ニ同シ但シ襟ニ紺小倉織ヲ附シ其ノ邊縁ニ幅三分ノ白色織紐一條ヲ附ス又袖先及裾ニ紺小倉織ノ縁ヲ附ス」とされた。上衣の地質は白葛城織りであった。

##### 夏袴
明治40年勅令第312号の段階では、夏服上衣の地質は白葛城織りであったが、夏服袴は上衣とは地質が異なり麻織りとされた。

#### 事業服
明治33年当時の事業服については次の通り規定されていた。地質は白木綿織等とされ、製式は基本的に二等兵曹以下の夏服と同様だが、襟布は紺小倉織ではなく胴体部分と同じ白木綿織で、袖先・裾の縁を付しない、比較的簡易な作りとされた。
大正11年（1922年）5月1日に、事業服が改正された（大正11年勅令第226号）。

#### 折メス（-大正11年）
折メスは、紐を襟にかけ、本体は上衣の隠し（ポケット）に収めるものとされた。大正11年（1922年）5月1日に、折メスが廃止された（大正11年勅令第226号）。

## 候補生

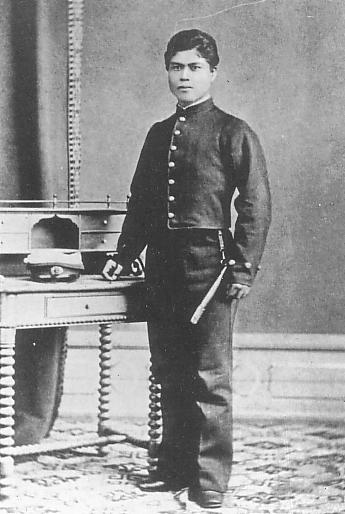
1877年（明治10年）の山本権兵衛。
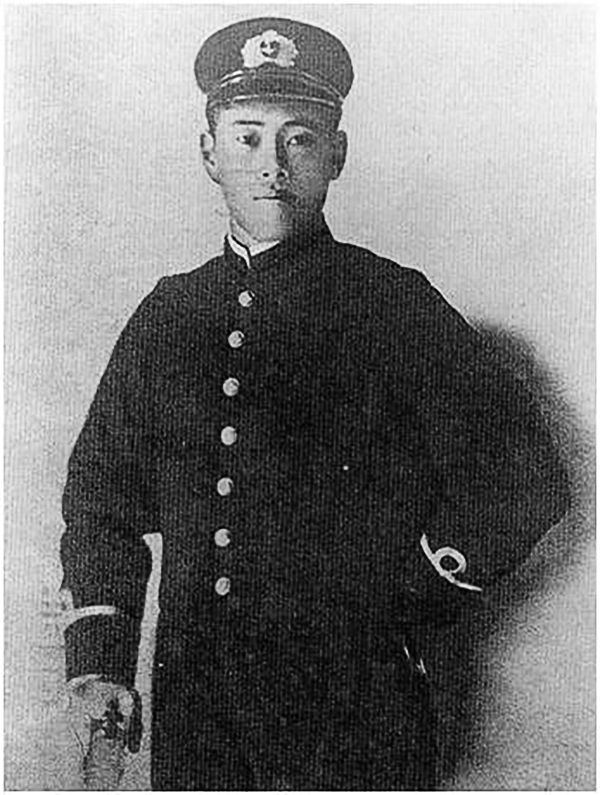
1905年（明治38年）の海軍少尉候補生、山本五十六。

少尉候補生の制服は、概ね、生徒の制服を基本にして袖章等を付した上で、制帽を士官に準じたものにしたものが用いられた。
明治20年勅令第43号当時の少尉候補生の正服・常服・夏服は、短ジャケット形7つ釦。袖章は幅2分の金線1条の表面に環形を付す。少尉以上と異なり、常服・夏服であっても袖章は金線であった。正帽章は少尉以上（高さ1寸6分幅2寸）と異なり、高さ1寸、幅1寸5分とされた。明治23年（1890年）に、少尉候補生の剣及び剣帯を少尉と同じくする（明治23年勅令第70号）。
大正9年4月1日に、候補生・生徒服制が全面改正される。礼衣は士官軍衣に基本的に同じ。軍衣・夏衣は、士官のそれに基本的に同じである。礼衣袖章は金線、軍衣袖章は黒線（大正9年勅令第19号）。
昭和9年4月1日に候補生服制が全面改正され、短ジャケット形となる（昭和9年勅令第72号）。
昭和16年勅令第1097号による改正（12月15日施行）で、候補生服制礼衣・礼袴・夏衣を甲種・乙種に分かつ（甲種は兵学校出身候補生等が、乙種は予備学生出身候補生等が用いた。）。

## 生徒
海軍生徒の制服は何度も改正されたが、概観すると、短ジャケット（冬夏服とも7つボタン）、長ジャケット（冬服はホック留め、夏服はボタン留め。）、短ジャケット（冬服はホック留め、夏服はボタン留め）という変遷をたどった。短剣を帯びる制度は一貫して続いていた。

### -大正8年度

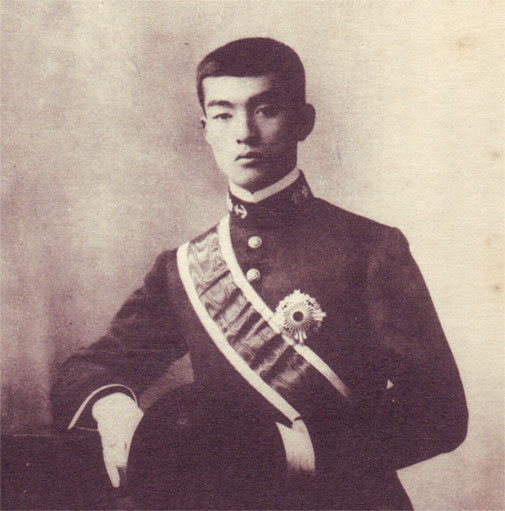
海軍兵学校正服。有栖川宮栽仁王、明治38年−明治41年頃。
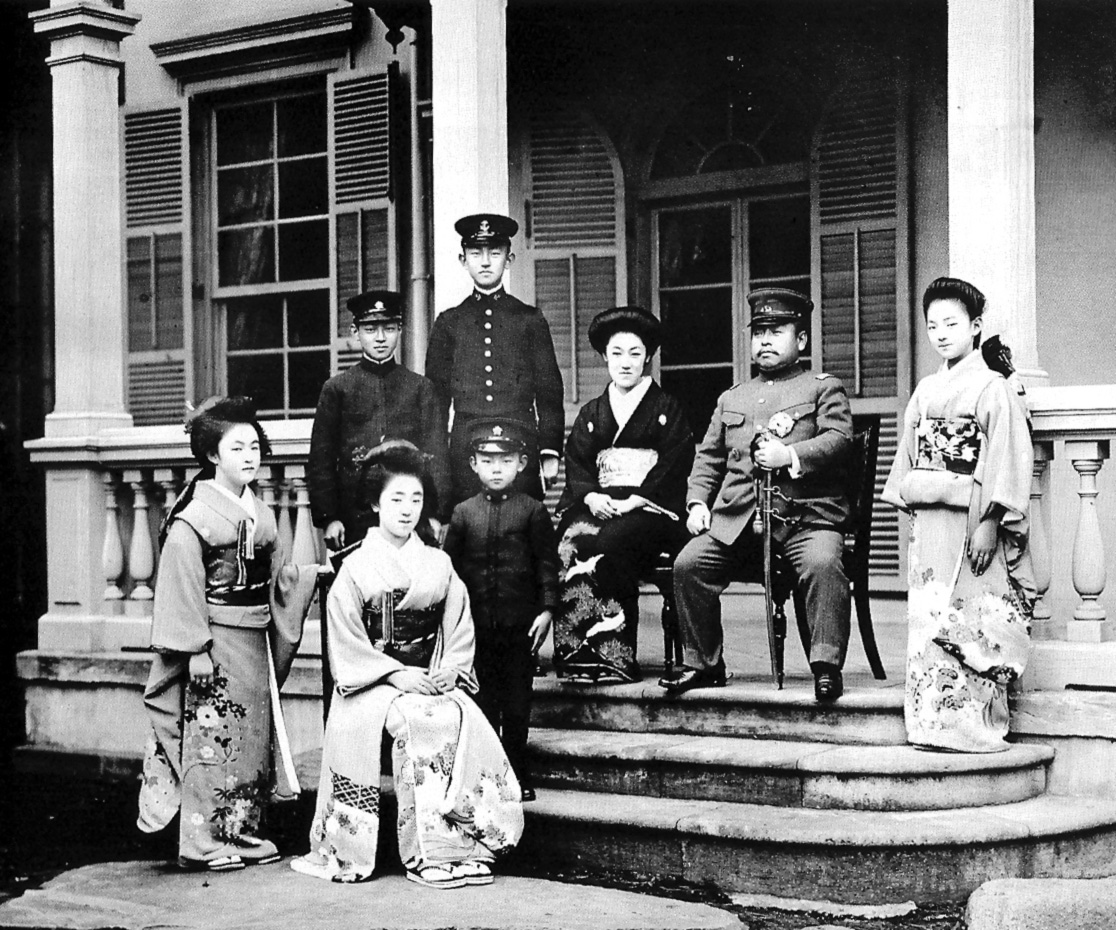
後列の7つ釦が大正9年度改正より前の兵学校の制服。7つ釦の短ジャケット。明治6年の服制では、礼服は後ろ裾の長い燕尾型で常服は短ジャケット型であった。

明治20年勅令第43号では、生徒は、将校科・機関科・軍医科・主計科に区分された。生徒の制服は、正服・略服・夏服の3種に分類され、それぞれは、上衣・胴衣・袴・帽・剣・剣帯によって構成されていた。
正服上衣は紺羅紗。短ジャケット製胸一重。ただし、頷章に金絹の錨を付する。鈕釦7個1行。将校科は袖章なし。機関科は幅1分紫線1条、軍医科は赤線、主計科は白線の袖章を付す。胴衣の鈕釦は上衣に同じ。
略服（紺セルジ）の形状は正服に同じ。ただし、頷章の錨を除く。夏服（白色葛城織）の製式は略服に同じ。海軍経理学校生徒は、他の学校の生徒と同じ服制であるが、袖章が白線（主計科の識別線の色）とされた。

### 大正9年度-昭和8年度

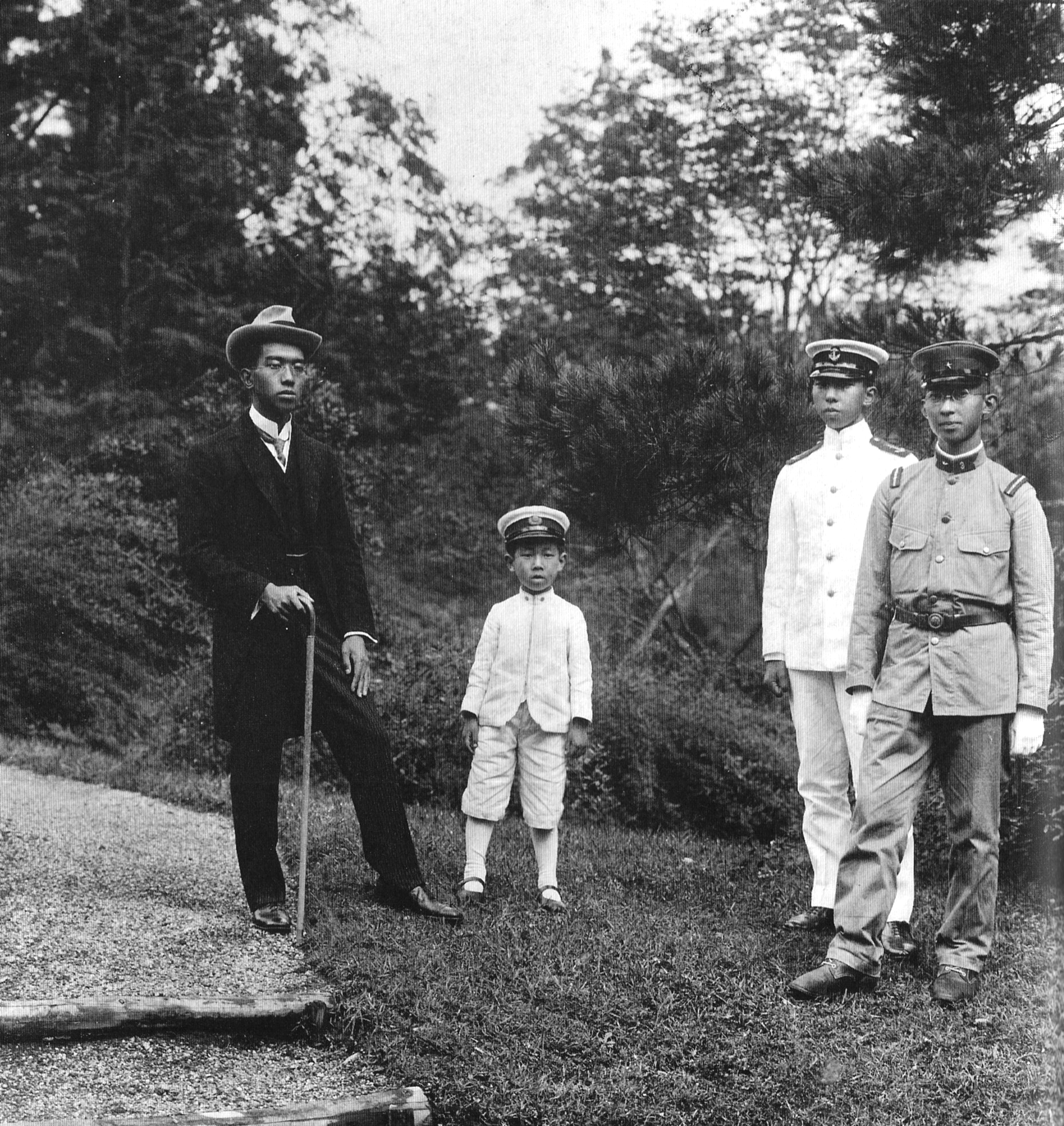
大正天皇の4人の皇子。右から2人目が兵学校本科在学中の高松宮。1920年（大正9年）4月1日以降の夏衣タイプを着用している。1921年（大正10年）9月。

1920年（大正9年）4月1日に候補生・生徒服制が全面改正された。礼衣は士官軍衣に基本的に同じだが、袖章は金線。礼衣にのみ襟章が付される。軍衣は、士官軍衣に基本的に同じで、袖章は黒線。夏衣は、士官夏衣に基本的に同じである。
大正10年5月1日に軍衣に襟章が付されることとなった。襟章は打出し金色金属の錨で、礼衣のものには特に影線が付されていた。

### 昭和9年度-制度廃止

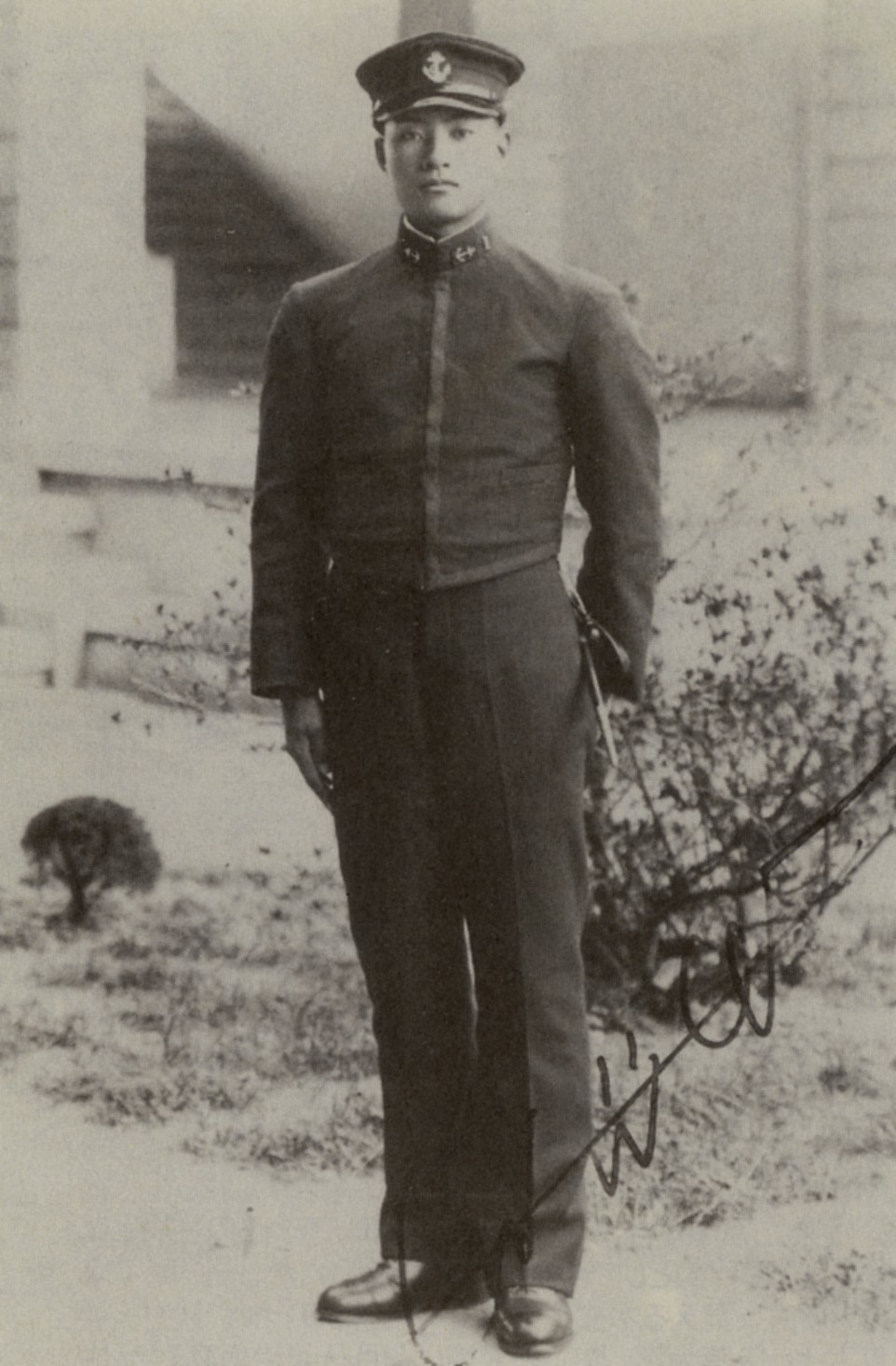
昭和9年度以降の制服。ホック留めの短ジャケットの第一種軍装。関行男。

昭和9年4月1日からは、短ジャケット型に戻された。礼衣は、ホック留め。襟章の錨は礼衣では金繍、軍衣では打出し金属。夏衣は、7つ釦で、肩章が付された。
昭和17年11月1日に、新たに「陸戦事業服」が定められた。上衣前面は当時の陸軍風に折襟5つボタンだが、背面はウェスト部分の絞りがある後の海軍第三種軍装に近いものであった。またそれと共に着用する陸戦帽も定められた。
昭和19年には、生徒の事業服が廃止された。また、昭和19年12月発令の臨時特例で生徒の白い夏衣袴は褐青色に染め直された。昭和9年度以降の海軍生徒の制服は、第2次世界大戦後に発足した防衛大学校本科学生の制服に影響を与えた（紺色短ジャケットで釦なし）。

## 海軍予備員
明治37年勅令第185号により、海軍予備員は一般の海軍軍人と同様の制服を着用することとなったが、異なる点も存在した。帽前章、肩章、襟章では桜花の代わりに、予備員徽章を付した。これは海軍予備員の服制の特則が廃止されるまで変わらなかった。
下士臂章については、当初は、桜花の代わりに、予備員徽章を付するものとされたが、昭和12年4月17日に臂章の上方に予備員徽章を付するものと改められた（昭和12年勅令第138号）。
袖章については、明治37年勅令第185号では、相当官のものの2分の1とし、袖章の線端を環形としないとされていたが、大正8年6月20日、予備准士官以上の袖章が山形となる（大正8年勅令第269号）。
肩章については、明治37年勅令第185号では、相当官のものの2分の1とされていた。
予備員徽章は、明治37年勅令第185号では片仮名縦書きの「ヨヒ」（海軍ヨビ員のヨヒに由来する。）の円状のものであったが、大正8年6月20日にコンパスとなる（大正8年勅令第269号）。
このように、長らく一般の海軍軍人と服制上の区別のあった海軍予備員の服制であるが、昭和19年勅令第220号による改正（即日施行）によって、海軍予備員は官職階及び系統を同じくする者と同一の服制を用いるものとされた。

## 予備学生等
昭和9年11月1日に、海軍航空予備学生の服制が施行される。礼衣及び礼袴を欠くが、軍帽前章、軍衣襟章、夏衣肩章及び外套肩章の錨の中央に予備員徽章を付するほか、海軍生徒と同一の服制とされる。ただし、軍衣・軍袴・夏衣・夏袴の製式は各士官のものと同一とされる（昭和9年勅令第319号）。
昭和12年4月17日に、予備生徒・予備練習生・予備補修生の服制が制定される。海軍予備生徒の海軍における教育期間中の服制は、礼衣及び礼袴を欠くが、軍帽前章、軍衣襟章、夏衣肩章及び外套肩章の錨の中央に予備員徽章を付するほか、海軍生徒と同一の服制とされる。海軍予備練習生の海軍における教育期間中の服制は、系統を同じくする海軍予備一等兵と同一のものとする。海軍予備補修生の服制は、右臂に予備員徽章（軍衣及び外套に付するものは赤絨、夏衣に付するものは紺絨。）を付するほか、系統を同じくする海軍四等兵と同一のものとする（昭和12年勅令第138号）。
昭和16年12月15日に、海軍予備学生の服制が改正される。軍衣の袖章を山形とする（昭和16年勅令第1097号）。袖章の下端は袖から約2寸で、袖章の幅は2分5厘、環形の径は1寸2分5厘、識別線の幅は2分5厘。

## 海兵隊
明治4年から1876年（明治9年）7月まで「海兵隊」が置かれていた。海兵士官及び兵員は、イギリス海兵隊と同様で、赤線入りのズボンに、剣帯及び肩襷は白革であった。明治9年5月24日、海兵士官以下には、夏季常帽上覆巾を用いさせることとなった。

## 軍楽科
明治21年（1888年）に「海軍軍楽生礼服制定の件」（明治21年勅令第70号）が制定される。軍楽科に属する者には特別な服制が適用された。

## 飛行練習生等

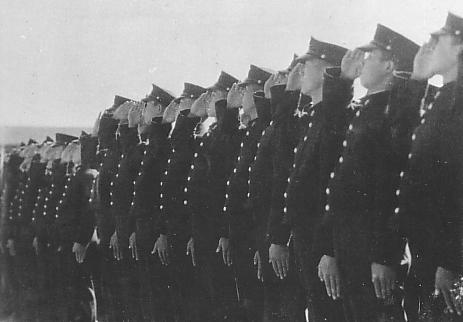
短ジャケット7つボタン型の予科練。

1942年（昭和17年）11月1日に、飛行予科練習生（いわゆる予科練）並びに飛行練習生たる下士官及び兵の特別の服制が定められた。
それまで飛行予科練習生は昇進こそ早いものの、兵の階級を指定されている間は通常の水兵服が指定されていたため、人気は高くなかった。そこで、軍楽兵と同様の短ジャケット7つボタンに下士官型軍帽を制定し、人気を高めようとしたものである。
予科練のように若年者を下士官の飛行要員として育成する制度は、海上自衛隊と航空自衛隊に航空学生として残っており、海上自衛隊では予科練と同じ詰襟の制服を着用する（詳細は制服 (自衛隊)参照）。

## 海軍文官・海軍警査等
海軍軍属は軍属徽章を着用していた。
- 「海軍軍属タル文官従軍服制」（明治38年勅令第173号）制定（同年6月1日施行）。
- 大正3年勅令第99号による「海軍軍属文官従軍服制」の改正（同年6月1日施行）。
- 大正3年勅令第101号による「海軍警査服制」の改正（同年6月1日施行）。
- 大正4年（1915年）
- 「海軍監獄長、海軍監獄看守長、海軍監獄看守及海軍警査服制」（昭和17年勅令第659号）が定められる。
- 昭和18年勅令第910号による、海軍文官従軍服制及び「海軍監獄長、海軍監獄看守長、海軍監獄看守及海軍警査服制」の改正（即日施行）。

## 根拠法令
- 明治6年11月14日の海軍武官服制（『海軍武官服制』 - 国立国会図書館）
- 明治6年11月14日の海軍下士以下服制（『海軍下士以下服制』 - 国立国会図書館）
- 明治6年11月14日の海兵隊服制上（『海兵隊服制上』 - 国立国会図書館）
- 明治6年11月14日の海兵隊服制下（『海兵隊服制下』 - 国立国会図書館）
- 明治29年勅令第324号による改正後の海軍服制全文（『海軍服制』 - 国立国会図書館）
- 明治33年勅令第393号による改正後の海軍服制全文（『海軍服制』 - 国立国会図書館）
- 明治33年7月20日改正後の海軍服装規則（『海軍服装規則』 - 国立国会図書館）
- 明治37年7月2日改正後の海軍服装規則（『海軍服装規則』 - 国立国会図書館）
- アジア歴史資料センターも参照（勅令等が掲載）